# Речной окунь
Речно́й о́кунь, или обыкнове́нный окунь (лат. Perca fluviatilis), — вид лучепёрых рыб из рода пресноводных окуней семейства окунёвых (Percidae). Речной окунь широко распространён в пресных водоёмах Европы и Северной Азии (до бассейна Колымы на востоке и водоёмов северных районов Ирана и Афганистана на юге), завезён в Африку, Австралию и Новую Зеландию. Ранее считалось, что ареал речного окуня включает и водоёмы Северной Америки, которые по современным представлениям населяет самостоятельный вид жёлтый окунь (Perca flavescens).
Речной окунь относится к хищным рыбам. В рационе взрослого окуня значительную долю занимают другие пресноводные рыбы. Речной окунь предпочитает придерживаться равнинных водоёмов, его можно встретить в реках, озёрах, прудах, водохранилищах и даже в солоноватых участках морей. Нерест у речного окуня происходит ранней весной. Самка окуня откладывает икринки в форме длинной (до 1 м) студенистой ленты. Окунь — популярный объект любительского рыболовства, в отдельных водоёмах имеет важное промысловое значение.

## Таксономия

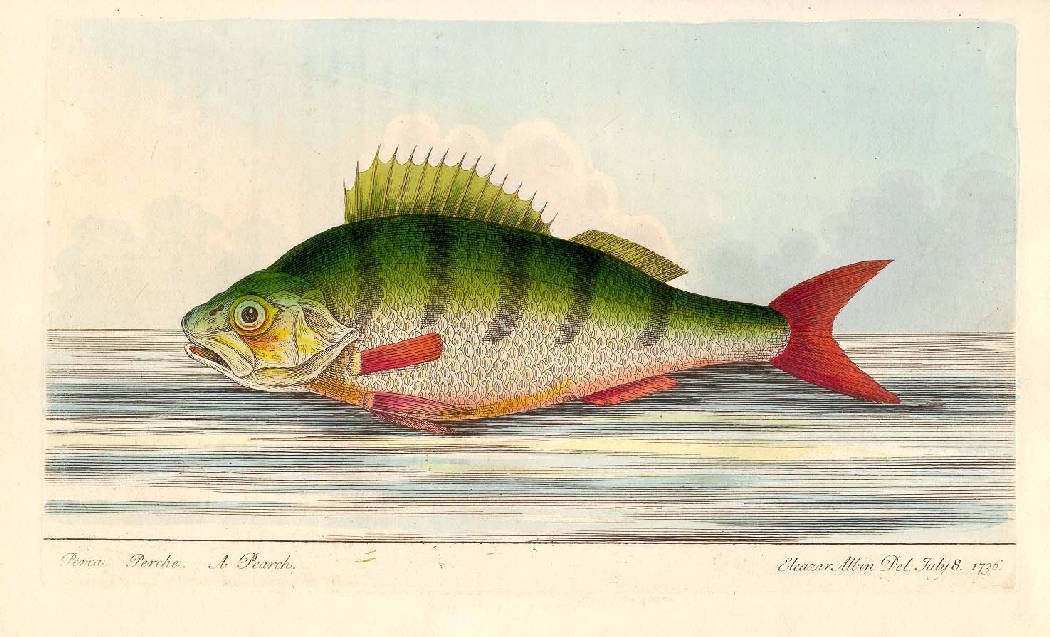
Рисунок речного окуня из книги Treatise on Fish and Fish-Ponds (1835 год)

### История изучения
Первое научное описание речного окуня составил в 1730-е годы шведский ихтиолог Петер Артеди, определивший основные морфологические признаки вида на основе изучения окуней из озёр Швеции. Артеди привёл описание наружных признаков речного окуня, определил число лучей в плавниках, рёбер и позвонков у типичного окуня.
В 1758 году Карл Линней классифицировал речного окуня как Perca fluviatilis. В целом описание данного вида у Линнея во многом основывалось на исследованиях Артеди.
В 1820-е годы подробное изучение речного окуня провели французские учёные Жорж Кювье и Ашиль Валансьен, которые на основе промеров рыб из водоёмов Франции дополнили основные наружные признаки типичного окуня, определили число чешуй, описали строение скелета и внутренних органов.
Периодически предпринимались попытки выделить отдельные популяции окуня в самостоятельные виды. Якоб Кристиан Шеффер в 1761 году выделил окуня из реки Дунай в отдельный вид Perca vulgaris. По его мнению, местные окуни отличались от Perca fluviatilis более высоким телом, горбатой спиной, меньшей высотой первого спинного плавника и меньшим количеством лучей во втором спинном плавнике. Жорж Кювье в 1828 году выделил Perca italica. Л. Т. Гронов в 1854 году выделил Perca helvetica. К настоящему моменту все они признаны синонимами Perca fluviatilis. В XIX веке в основном изучались распространение и места обитания окуня, в начале XX века перешли к активному изучению морфологии окуня. Различные вариации Perca fluviatilis детально изучал советский ихтиолог В. В. Покровский (1951 год), который также разработал систему метрических признаков рыбы.
Научные исследования окуня проводятся с помощью вылова окуня, например, с использованием ставных сетей с ячеей от 20 до 50 мм. Также осматриваются уловы промысловиков, рыболовов-любителей и браконьеров.

### Отличия от других видов родаPerca(Окуни)
Из двух других видов данного рода к речному окуню ближе Perca flavescens — жёлтый окунь.
Отличия речного окуня Perca fluviatilis от жёлтого окуня Perca flavescens:
- предорсальная кость расположена перед первым невральным отростком позвонков;
- большее количество лучей в плавниках;
- большее количество жаберных тычинок.

Отличия речного окуня Perca fluviatilis от балхашского окуня Perca schrenkii:
- менее продолговатое тело;
- присутствие тёмных поперечных полос в течение всей жизни;
- более высокий первый спинной плавник;
- тёмное пятно на конце первого спинного плавника;
- менее вытянутая нижняя челюсть;
- большее количество чешуек в боковой линии;
- большее количество позвонков.

### Подвиды
В настоящее время у речного окуня не выделяют подвидов. Жёлтый окунь, классифицированный в 1814 году как подвид речного окуня, позднее выделен как отдельный вид.
В связи с высокой экологической и географической изменчивостью вида отдельные экологические формы ранее выделяли как подвиды или расы. Так, например, Иоганн Якоб Геккель в 1837 году выделил в отдельный подвид Perca fluviatilis nigrescens. Ф. А. Смит в 1893 году выделил 3 подвида окуня: Perca fluviatilis aurea, Perca fluviatilis gibba, Perca fluviatilis maculata. С. Караман в 1924 году описал подвид Perca fluviatilis macedonica. В 1933 году Л. С. Берг описал Perca fluviatilis phragmiteti. В. В. Покровский в 1951 году выделил медленно растущую форму окуня (так называемого прибрежного окуня) в отдельный подвид Perca fluviatilis gracilis. П. А. Дианов в 1955 году выделил в отдельный подвид окуня из озера Зайсан — Perca fluviatilis zaissanica (зайсанский окунь). Световидов и Дорофеева в 1963 году описали окуня из реки Колымы как Perca fluviatilis intermedius. Все эти подвиды позднее были признаны невалидными. Выяснилось, что ошибочное описание подвидов вызвано различиями в темпе роста и характере питания окуня в разных водоёмах.

### Формы
Для речного окуня характерна высокая внутривидовая изменчивость морфологических признаков в зависимости от экологических условий. В качестве морфометрических показателей чаще всего используют лучи в первом спинном плавнике и строение скелета. Система неметрических признаков скелета окуня включает 61 признак. Также описаны формы окуня, в качестве различий которых указаны число и длина жаберных тычинок, форма тела и отдельных его частей, число чешуек в боковой линии. Кроме того, для анализа морфометрических различий используется характер проявления пигментированных зон на теле рыбы.
Морфологические различия в строении окуней из различных водоёмов вызваны, прежде всего, различными темпами роста. Например, медленнорастущие окуни из озёр Карелии имеют более короткий хвостовой плавник, меньший размер головы и более высокое тело. Быстрорастущие южные популяции (например, окуни из дельты Волги) имеют наиболее длинный хвостовой плавник, наибольший размер головы и наименьшую величину глаза. В изолированных популяциях, продолжительное время обитающих в солоноватых водоёмах, могут наблюдаться значительные феногенетические отклонения.
В. Ю. Баранов на основе изучения окуней из водоёмов Урала утверждает, что уровень феногенетических различий между популяциями окуней смежных водоёмов меньше уровня различий между окунями из удалённых водоёмов (2007 год). Напротив, В. В. Покровский, изучив окуней из водоёмов Лужского округа Ленинградской области, обнаружил, что в соседних озёрах могут жить окуни с существенными феногенетическими различиями (1931 год).
В российской ихтиологической литературе часто встречаются сведения, что в крупных озёрах и водохранилищах с наличием богатой кормовой базы речной окунь образует две разные экологические формы, или расы, которые отличаются местом обитания, пищевым рационом и скоростью роста. Первую форму обычно называют «мелкий», «травяной» или «прибрежный» окунь, вторую — «крупный» или «глубинный» окунь. Мелкая тугорослая форма, ошибочно описанная в 1951 году В. В. Покровским как отдельный подвид Perca fluviatilis gracilis, также классифицировалась как Perca fluviatilis var. macrophthalma и Perca fluviatilis var. maculata. В качестве отличительных признаков мелкой формы помимо размеров называли величину глаза, длину плавников, наличие тёмного пятна на хвостовом плавнике, малое расстояние между спинными плавниками, удлинённую форму тела. Обе формы живут совместно в молодом возрасте, затем в образе их жизни наблюдаются различия. Основу пищевого рациона медленнорастущего прибрежного окуня составляют беспозвоночные. Глубинный растёт быстрее и во взрослом возрасте питается главным образом мелкой рыбой, ведя хищный образ жизни. О. Н. Попова считает, что образование данных форм более характерно для самок окуня. Заявляется, что у самок медленнорастущей формы наблюдается задержка в развитии половых клеток, а сам нерест производится не ежегодно. Также утверждается, что в водоёмах с большим разнообразием биотопов окунь может образовывать три экологические формы.
Одной из первых в 1930 году выделила мелкую и крупную формы А. К. Свидерская на основе исследования 410 окуней озера Убинское. Сравнительные темпы роста обеих форм в озере Убинское приводит в книге «Рыбы СССР и сопредельных стран» Л. С. Берг. П. В. Тюрин в 1934 году обнаружил две формы в озере Чаны, однако посчитал сомнительным существование двух рас с наследственно закреплёнными признаками. Тюрин указал, что среди крупной формы самки составляют 83 % всей численности, среди мелкой — 42 %. О. Н. Попова говорит о наличии двух форм окуня в дельте Волги на основе анализа 140 самок речного окуня из дельты, разделив их на две основные совокупности: 125 самок принадлежали к быстрорастущей форме и 15 — к медленнорастущей. Также описано наличие прибрежной и глубинной форм в Рыбинском водохранилище, Онежском озере. Вместе с тем исследования в других крупных водоёмах не подтвердили существование данных форм окуня (например, в Куйбышевском и Можайском водохранилищах).

### Названия
Первое найденное упоминание в письменных документах на русском языке рыбы под названием окунь относится к 1704 году, однако в устном народном творчестве оно появилось намного раньше (не позднее первой четверти XVII века). Слово окунь в качестве прозвища встречается в новгородской летописи 1495 года. Этимологические исследования слова выявили его общеславянское происхождение (поскольку похожие названия рыбы употребляются в белорусском, нижнелужицком, польском, сербохорватском, словацком, словенском, чешском, украинском языках). По одной из версий, слово окунь произошло от общеславянского oko — глаз. При этом окунь мог получить своё название либо из-за своего глаза (существует мнение, что слово окунь первоначально означало глазастую рыбу), либо из-за тёмного пятна в конце первого спинного плавника, которое есть только у этой европейской рыбы. По другой версии, слово окунь произошло от праиндоевропейского *ak' — острый.
На юге России, в частности в бассейне Дона, помимо общепринятого окунь имеет местное название — чекома́с. В разговорной речи иногда употребляются названия полосатик, горбач и матросик. Также свои названия окуня характерны для многих северных народностей России.

## Эволюция
Диплоидный набор речного окуня составляет 48 хромосом.
Расхождение признаков (дивергенция) в ходе эволюционного развития у окуня с судаками (Sander) и ершами (Gymnocephalus) произошло около 25 млн лет назад, у речного окуня и балхашского окуня (Perca schrenkii) — 5—7 млн лет назад. Схема дивергенции:
|  | \| \| Речной окунь (Perca fluviatilis) \| \| \| \| \| \| Балхашский окунь (Perca schrenkii) \| \| \| \| |
|  | |
|  | Обыкновенный ёрш (Gymnocephalus cernuus)                                                                |
|  | |
|  | Речной окунь (Perca fluviatilis)                                                                        |
|  | |
|  | Балхашский окунь (Perca schrenkii)                                                                      |
|  | |

|  | Речной окунь (Perca fluviatilis)   |
|  |                                    |
|  | Балхашский окунь (Perca schrenkii) |
|  |                                    |

|  | Бёрш (Sander volgensis)                |
|  |                                        |
|  | Обыкновенный судак (Sander lucioperca) |
|  |                                        |

|  | \| \| Речной окунь (Perca fluviatilis) \| \| \| \| \| \| Балхашский окунь (Perca schrenkii) \| \| \| \| |
|  | |
|  | Обыкновенный ёрш (Gymnocephalus cernuus)                                                                |
|  | |
|  | Речной окунь (Perca fluviatilis)                                                                        |
|  | |
|  | Балхашский окунь (Perca schrenkii)                                                                      |
|  | |

|  | Речной окунь (Perca fluviatilis)   |
|  |                                    |
|  | Балхашский окунь (Perca schrenkii) |
|  |                                    |

|  | Бёрш (Sander volgensis)                |
|  |                                        |
|  | Обыкновенный судак (Sander lucioperca) |
|  |                                        |

|  | \| \| Речной окунь (Perca fluviatilis) \| \| \| \| \| \| Балхашский окунь (Perca schrenkii) \| \| \| \| |
|  | |
|  | Обыкновенный ёрш (Gymnocephalus cernuus)                                                                |
|  | |
|  | Речной окунь (Perca fluviatilis)                                                                        |
|  | |
|  | Балхашский окунь (Perca schrenkii)                                                                      |
|  | |

|  | Речной окунь (Perca fluviatilis)   |
|  |                                    |
|  | Балхашский окунь (Perca schrenkii) |
|  |                                    |

|  | Бёрш (Sander volgensis)                |
|  |                                        |
|  | Обыкновенный судак (Sander lucioperca) |
|  |                                        |

|  | \| \| Речной окунь (Perca fluviatilis) \| \| \| \| \| \| Балхашский окунь (Perca schrenkii) \| \| \| \| |
|  | |
|  | Обыкновенный ёрш (Gymnocephalus cernuus)                                                                |
|  | |
|  | Речной окунь (Perca fluviatilis)                                                                        |
|  | |
|  | Балхашский окунь (Perca schrenkii)                                                                      |
|  | |

|  | Речной окунь (Perca fluviatilis)   |
|  |                                    |
|  | Балхашский окунь (Perca schrenkii) |
|  |                                    |

|  | Бёрш (Sander volgensis)                |
|  |                                        |
|  | Обыкновенный судак (Sander lucioperca) |
|  |                                        |

В 2004 году шведские ихтиологи выявили генетические дифференциации в популяции окуня озера Эркен (центральная Швеция). Исходя из молодого возраста озера (2300 лет), сделан вывод, что генетические изменения произошли примерно за 500—1000 лет.
У советского ихтиолога Л. С. Берга есть упоминание о гибриде речного окуня и обыкновенного ерша (Gymnocephalus cernuus) из Дуная у Вены (1949 год). Однако последующие исследования доказали, что гибрид между окунем и ершом (так же как и с судаком) не сможет развиться далее личиночной стадии. Гибрид между речным окунем и балхашским окунем (Perca schrenkii) вполне возможен, при этом он будет жизнеспособным и фертильным (способным оставить потомство).

## Описание

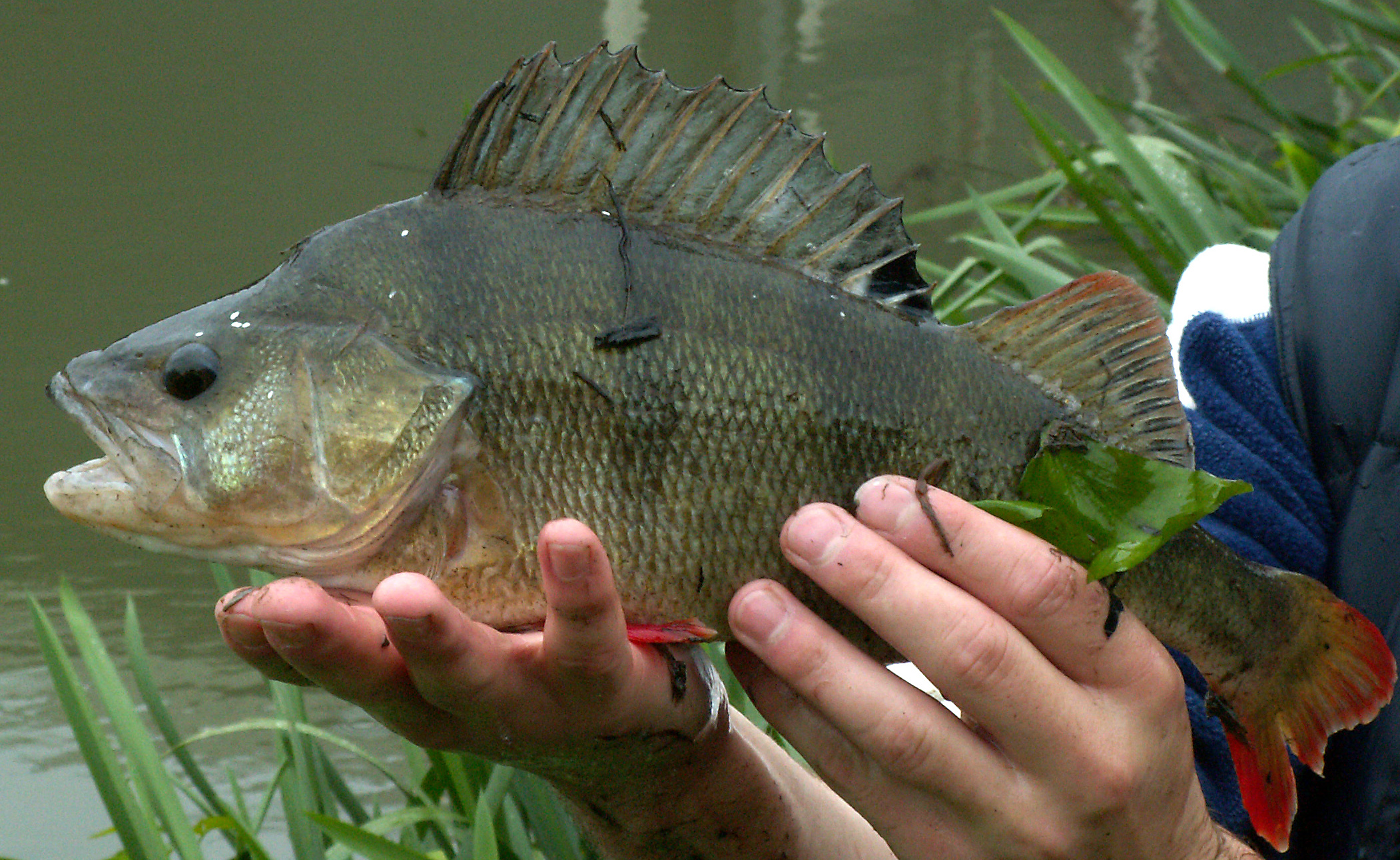
Крупный экземпляр речного окуня (город Утрехт, Нидерланды)

### Размеры, продолжительность жизни
Как правило, длина речного окуня не превышает 50 см, а масса — 2 кг, хотя отдельные особи могут достигать более крупных размеров.
Максимальные размеры речного окуня в каждом водоёме существенно различаются. В России наиболее крупные окуни обитают в дельтах Волги и Кубани и водоёмах Сибири (например, в озёрах Долгий Сор, Тормэмтор, Ершов Сор Ханты-Мансийского автономного округа, озере Тенис Новосибирской области). Л. П. Сабанеев утверждал, что в XIX веке в России самые крупные окуни встречались в Онежском, Чудском, Гдейском (Старорусский уезд), Бессонном (Уфимский уезд), Сметанном (Уфимский уезд), Каслинских озёрах, реках Финляндии и озёрах Екатеринбургского уезда. Отмечены случаи значительных различий в максимальных размерах окуней, обитающих даже в соседних прудах.
Средний размер взрослого окуня — 15—20 см. По данным исследований окуней в Боденском озере выявлено, что окуни длиной от 6 до 31 см составляют от 93 до 97 % всей биомассы окуней.
Максимально зафиксированная продолжительность жизни речного окуня — 23 года. Такой возраст отмечен у окуня, пойманного в озере Хубсугул (Монголия), длиной 44,7 см и массой более 2 кг.
Продолжительность жизни окуней, как и размеры, также зависит от конкретного водоёма. Исследование возрастного состава окуней из озера Самотлор (Ханты-Мансийский автономный округ) выявило, что возраст более 10 лет имеют 45,5 % пойманных окуней, в то время как в озере Кымылэмтор (Ханты-Мансийский автономный округ) — только 1,5 %.
Для определения возраста окуня И. Н. Арнольд рекомендовал считать годичные кольца по верхней челюсти и крышечной кости.

### Строение тела
Окунь имеет сжатое с боков тело, которое покрыто плотной мелкой ктеноидной чешуёй. Тело окуня имеет зеленовато-жёлтую окраску с чёрными поперечными полосами на боках, которых может быть от 5 до 9; брюхо окуня белое. У окуня два спинных плавника, расположенных очень близко друг к другу, при этом первый спинной плавник выше и длиннее второго. Первый спинной плавник начинается над основанием грудных плавников или немного перед ними. На конце первого спинного плавника располагается чёрное пятно, что является отличительным признаком вида. Грудные плавники немного короче брюшных. Первый спинной плавник серого цвета, второй спинной — зеленовато-жёлтого, анальный и грудные плавники — жёлтые, иногда красные, брюшные плавники — светлые с ярко-красной каймой. Хвостовой плавник тёмного цвета у основания и красного по бокам и у окончания. В первом спинном плавнике у окуня от 12 до 16 колючих лучей, во втором — 1—4 жёстких и 12—17 мягких лучей, в анальном плавнике 2—3 колючих и 7—11 мягких лучей. Наивысшую длину из колючек первого спинного плавника имеет четвёртая, длина первой равна {\displaystyle {\tfrac {2}{3}}} — {\displaystyle {\tfrac {5}{6}}} длины второй и {\displaystyle {\tfrac {1}{2}}} — {\displaystyle {\tfrac {3}{4}}} длины четвёртой. Первая колючка анального плавника немного короче второй.

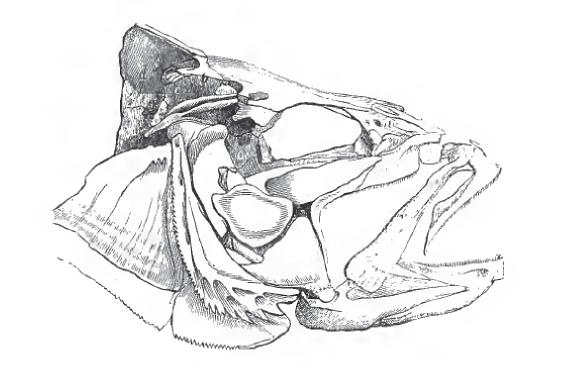
Скелет головы окуня

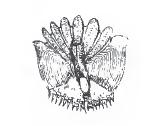
Чешуя окуня

У окуня тупое рыло, имеется небольшой горб за головой. Верхняя челюсть обычно оканчивается на вертикали середины глаза. Радужная оболочка глаза имеет жёлтый цвет. Крышечная кость вверху покрыта чешуёй, на ней расположен шип (иногда двойной), предкрышка зазубрена. У окуня есть щетинковидные зубы, расположенные рядами на челюстях, сошнике и нёбных костях; клыков у окуня нет. Жаберные перепонки не сращены между собой.
В боковой линии окуня насчитывается от 53 до 77 чешуек. Выше боковой линии находится 7—10 рядов чешуи, ниже — от 12 до 21. Щёки полностью покрыты чешуёй, на хвостовом плавнике чешуи нет. У мальков окуня нежная чешуя, но с возрастом она становится чрезвычайно крепкой и твёрдой. Число позвонков 38—44. Жаберных тычинок 16—29.
В начале кишечника у окуня размещаются три слепых отростка (пилорические придатки), кишечник у окуня довольно короткий, его длина примерно равна длине тела. Печень делится на две части. Желчный пузырь достаточно велик, селезёнка имеет продолговатую форму.
Окраска окуня может меняться в зависимости от водоёма, например, в торфяных озёрах он приобретает более тёмную окраску. Чёрные окуни встречаются также в Ладожском озере. Советский ихтиолог А. В. Неелов упоминает об окуне серого цвета с синеватым отливом, полностью лишённом красно-жёлтого окраса.
Внешне самцы речного окуня почти не отличаются от самок за исключением преднерестового периода, когда брюшко самок окуня наполнено икрой. Российский ихтиолог Д. Ю. Семёнов на основе исследования окуней из Куйбышевского водохранилища выделил следующие незначительные отличия самцов окуней от самок:
- большее количество чешуй в боковой линии;
- большее число колючих лучей во втором спинном плавнике;
- менее высокое тело;
- более крупный глаз;
- более длинное основание анального плавника[51].

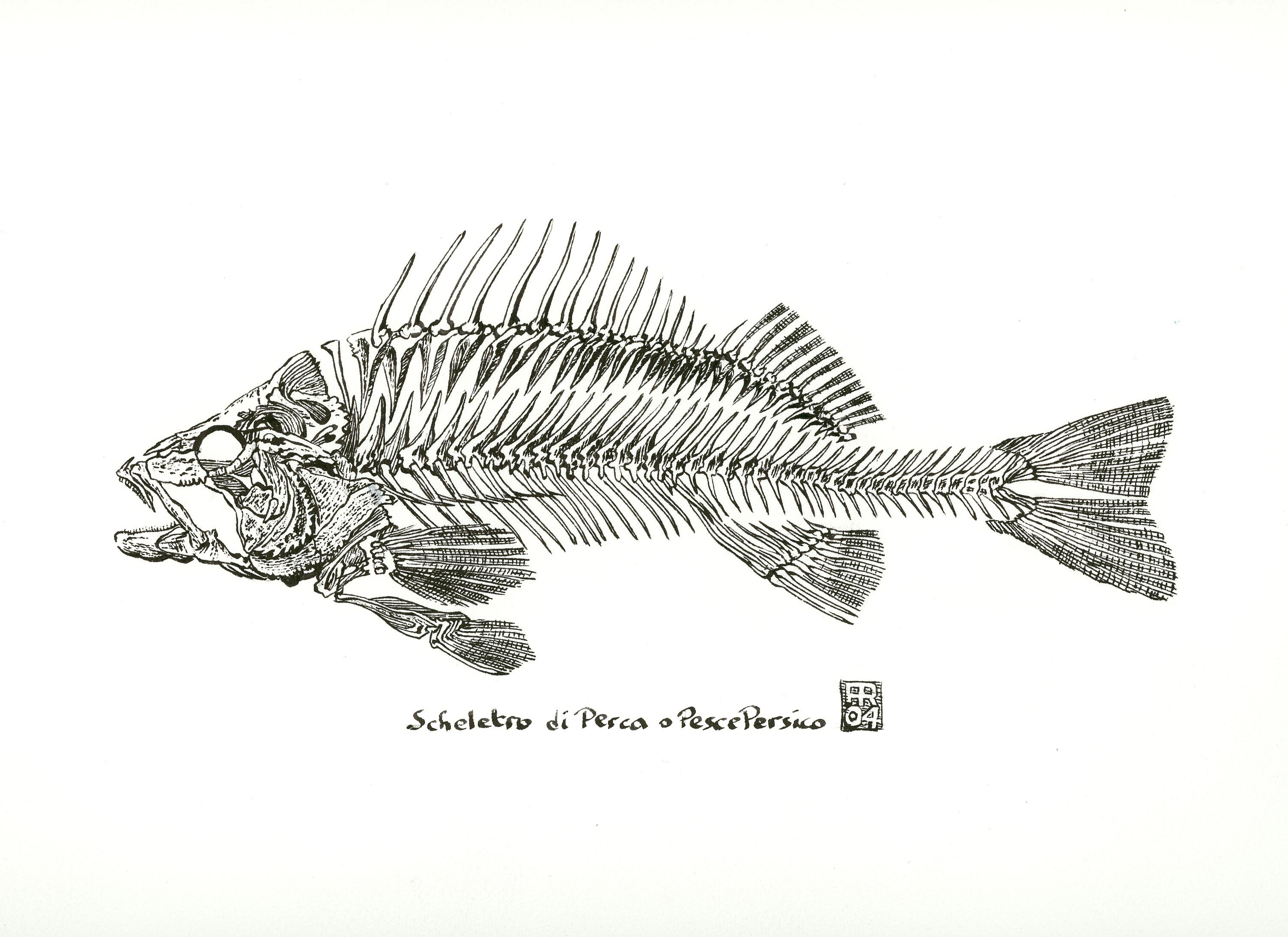
Скелет окуня

## Распространение

### Историческое распространение
Естественный ареал речного окуня охватывал практически всю Европу за исключением северной части Великобритании, атлантического побережья Скандинавии, Ирландии, Пиренейского полуострова, Апеннин, южной части Балканского полуострова (южнее бассейнов рек Вардар и Марица), Крыма, северных районов Кольского полуострова и Архангельской области России. Кроме того, естественный ареал окуня простирался на значительную часть территории Северной Азии до бассейна Колымы включительно на восток и до бассейна Аральского моря на юг за исключением северных районов, рек бассейна Амура, бассейнов озёр Балхаш и Иссык-Куль, бассейна реки Зеравшан, горных районов Закавказья. Окунь отмечен в Турции (например, в озёрах Дурусу и Сапанджа), Иране (лагуне Анзали и низовьях реки Сефидруд), Афганистане (река Амударья), Монголии, Ленкоранском районе Азербайджана, Туркменистане (озеро Ясхан). Из рек бассейна Аральского моря присутствует в Сырдарье (до Кызылорды), Амударье. Из других рек бессточного стока Центральной Азии обитает в Чу (до города Акколь), Сарысу, Тургае, Иргизе и Булгане (Монголия). На севере окунь встречается до 74° с. ш. и до 168° в. д., присутствует в озёрах на Соловецких островах. Ближе к северной границе ареала окунь встречается более редко. Судя по данным палеонтологических находок, речной окунь ранее обитал и в Амурском бассейне.

### Современное распространение
В XIX и XX веках ареал речного окуня значительно расширился за счёт вселения (иногда непреднамеренного) в другие водоёмы. Окунь появился в водоёмах Испании, Кипра, Азорских островов, Марокко, Южной Африки, Китая, Австралии, Новой Зеландии и других стран. Большинство случаев расселения окуня связано с деятельностью англичан, завозивших его с целью любительского рыболовства в свои колонии. По мнению отдельных ихтиологов, распространение окуня имело негативные экологические последствия, в частности, оказало отрицательное влияние на численность некоторых аборигенных видов рыб.

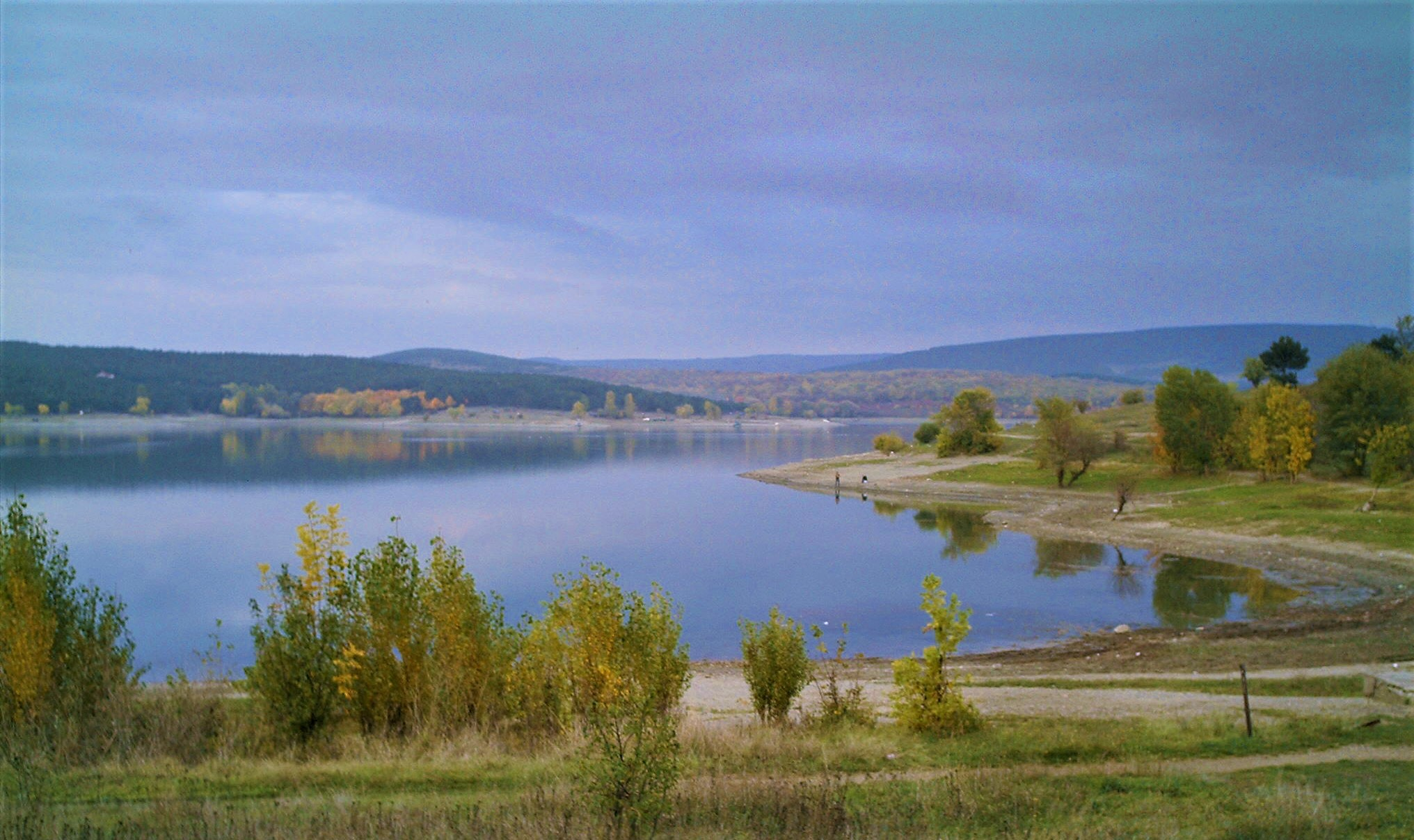
Речной окунь успешно прижился в Симферопольском водохранилище

Хронология расселения речного окуня:
- В XVIII веке окунь из водоёмов Англии пересажен в Ирландию (на начало XXI века встречается как в республике Ирландия, так и в Северной Ирландии)[58];
- В 1860 году окунь появился в центральной Италии[58];
- В 1862 году из Великобритании окунь завезён в водоёмы Тасмании, а уже оттуда в 1868 году интродуцирован в Австралию[59] и Новую Зеландию[60];
- В 1915 году из Великобритании окунь завезён в Южную Африку[57];
- В 1939 году окунь появился в Северной Африке благодаря завозу в Марокко из Швейцарии[58];
- В 1955 году окунь появился во внутренних водоёмах Крыма вследствие вселения из Днепра в Альминское и Симферопольское водохранилища, где он успешно акклиматизировался[26];
- В 1960-е годы окунь интродуцирован в озёра Кенон и Иван, относящиеся к верховьям бассейна Амура[26];
- В 1971 году окунь в целях любительского рыболовства из Великобритании завезён в водоёмы Кипра[58];
- В 1970-е годы окунь появился в водоёмах Китая[58]. По данным на 1999 год окунь занимал значительную долю в уловах в озере Баграшкель[61]. Распространение окуня в этом озере отрицательно повлияло на эндемичный вид рыбы Asipiorhynchus laticeps[62];
- В 1980 году в Югославии проведена интродукция окуня в искусственное озеро Fierza[англ.] (на границе Косово и Албании). Так окунь появился в Албании, где он до этого отсутствовал[63].

Окунь также акклиматизирован в бассейне реки Эбро (Испания), Скадарском озере (Черногория, Албания), внутренних водоёмах острова Сан-Мигел (Азорские острова). Окуня расселяли по водоёмам Турции как объект рыбоводства.
По данным на 2008 год, речной окунь встречается во внутренних водоёмах 51 страны мира.

### Акклиматизация окуня в Австралии

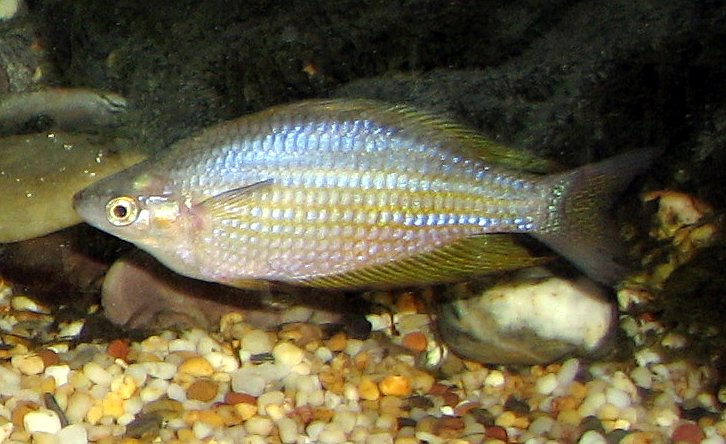
Меланотения (Melanotaenia splendida splendida) — рыба, пострадавшая от появления речного окуня в Австралии

Речной окунь стал первой завезённой человеком в Австралию рыбой, сумевшей приспособиться к местным условиям. Изначально, в 1862 году, окунь в количестве 11 особей был интродуцирован в ручьи Тасмании. На остров его привезли британский натуралист Джозеф Олпорт и его сын Мортон Олпорт. Оттуда в 1868 году его завезли в водоёмы штата Виктория как объект любительского рыболовства: 10 рыб в Балларат и 7 рыб в озеро Уэндори (система Муррея — Дарлинга). В 1888 году уже из штата Виктория окуня начали переселять во многие ручьи Нового Южного Уэльса. В 1890-е годы окунь появился в Западной Австралии (его завезли в окрестности города Олбани). Ещё одна интродукция в водоёмы Западной Австралии осуществлена в начале 1900-х годов.
Речной окунь быстро распространился по водоёмам континента, активно потребляя местную ихтиофауну. В первые годы интродукции отмечались высокие темпы роста, окунь быстро достигал массы 2 кг. Темпы роста следующих поколений окуня сильно зависели от состояния ихтиофауны. В малых стоячих водоёмах Западной Австралии было отмечено вырождение популяций окуня из-за стремительного неконтролируемого размножения и последующего уничтожения им кормовой базы. В таких водоёмах максимальный вес окуня из-за значительной внутривидовой конкуренции не превышает 300 г. В водоёмах Австралии, где численность окуня ограничивается другими хищными видами рыб, окуни достигают гораздо более крупных размеров. Есть сведения, что в Австралии окунь достигает гораздо более крупных размеров, чем на исторической родине: до 9—10 кг.
Современное распространение речного окуня (по данным на 2008 год) охватывает штаты Западная Австралия, Южная Австралия, Новый Южный Уэльс, Виктория и Тасмания, а также Австралийскую столичную территорию. В Западной Австралии область распространения охватывает все крупные речные бассейны от бассейна реки Суон на севере до реки Уоррен на востоке, включая реки Харви, Муррей, Колли, Кейпел, Кэрбенап, Маргарет, Блэквуд и Доннелли. Наиболее многочисленные популяции окуня обитают в реках Муррей и Колли. Продвижение окуня на север к экватору сдерживается слишком высокой для него температурой воды. В некоторых водоёмах юго-восточной части Австралии (например, в озере Берли-Гриффин) в последние годы наблюдается резкое снижение численности окуня из-за распространения вируса EHNV.
Утверждается, что появление окуня оказало отрицательные последствия на численность четырнадцати видов аборигенных рыб. Для трёх видов окунь является пищевым конкурентом: Maccullochella peelii peelii, Macquaria ambigua, Maccullochella macquariensis. Десять видов сократили численность из-за того, что стали добычей окуня: меланотения, наннопёрка, окунь Маккуори, Edelia obscura, Edelia vittata, Maccullochella macquariensis, Galaxiella pusilla, Galaxiella munda, Hypseleotris klunzingeri, Bostockia porosa. Также отмечена обратная зависимость между численностью речного окуня и австралийских рыб Bidyanus bidyanus и Nematalosa erebi. В Тасмании вселение окуня негативно повлияло на численность Galaxias fontanus.

### Акклиматизация окуня в Новой Зеландии

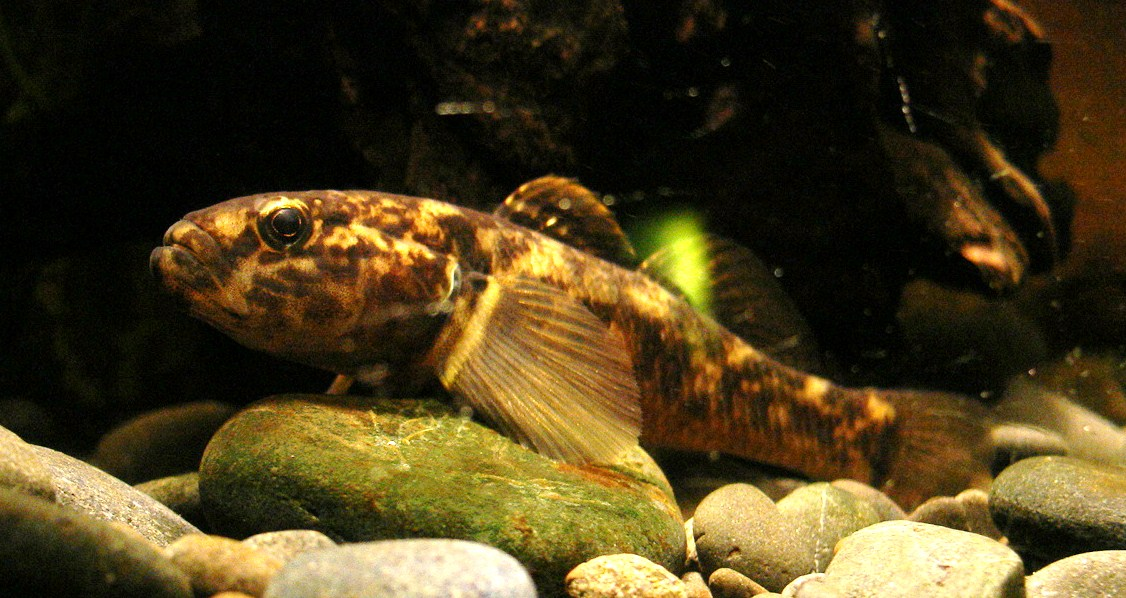
Gobiomorphus cotidianus — рыба, пострадавшая от появления речного окуня в Новой Зеландии

Первая неудачная попытка интродукции речного окуня в Новую Зеландию относится к 1864 году, когда 200 окуней, привезённых из Англии, так и не смогли прижиться в местных водоёмах. Более успешными оказались следующие попытки в 1868—1878 годах, когда окуни, привезённые сначала из Тасмании, а позднее из Австралии, малыми партиями выпускались в различные водоёмы региона. Уже в 1870-е годы появились сообщения о быстром росте численности окуня, а в 1892 году было объявлено о поимке окуня массой более 2 кг. Окунь стал широко распространённой рыбой в Новой Зеландии, однако так и не обрёл популярность как объект любительского и промышленного рыболовства ввиду малых размеров. Освоение окунем новых водоёмов острова зачастую носило случайный характер, например, в озере Mahmerangi на Южном острове он оказался в результате половодья.
По данным на 2006 год, окунь обитает в 144 водоёмах страны, в том числе в 21 реке и 45 озёрах, как на Северном острове, так и на Южном. При этом наибольшей численности он достигает в районах Нортленд, Окленд, Хокс-Бей, Таранаки, Веллингтон, Кентербери, Отаго, Саутленд и реке Хокитика. Установлено значительное негативное влияние окуня на численность аборигенного вида рыб Gobiomorphus cotidianus.
Максимальные достоверно подтверждённые размеры окуня в новозеландских водоёмах — 67,5 см, 4 кг.

### Акклиматизация окуня в Южной Африке
Первая попытка интродукции речного окуня на территории Южной Африки состоялась в 1896 году. В 1915 году в Южную Африку окунь был завезён повторно в качестве объекта любительского рыболовства. В первые годы после вселения наблюдался резкий рост численности окуня. К 1926 году окунь сумел найти подходящие для себя условия обитания. В дальнейшем численность сократилась, акклиматизация окуня в целом оказалась неудачной. Негативного влияния на местную ихтиофауну не отмечено.
По данным на 2001 год встречается в нескольких изолированных друг от друга водоёмах в Западной Капской, Восточной Капской провинциях, а также в провинции Мпумаланга. Самый крупный окунь, пойманный любительскими снастями в ЮАР, имел массу 1305 г.

### Среда обитания
Речной окунь обитает преимущественно в равнинных водоёмах: реках, озёрах, прудах и водохранилищах, однако встречается и в высокогорных озёрах (на высоте 1000 м). Классификация европейских рек по типичной ихтиофауне относит окуня к так называемым barbel zone (барбусовой зоне) и bream zone (лещовой зоне). В некоторых водоёмах окунь является единственным видом рыбы. Окунь также может обитать в солоноватой воде, так, он встречается в прибрежных участках морей, в частности, в Балтийском (Ботнический, Финский, Куршский залив заливы), Белом (Канда-губа) и Каспийском морях, в солоноватых озёрах Барабинской низменности. Ранее считалось, что для нормального развития икринок допустима солёность воды в 5—7 ‰, однако последние исследования показали, что максимальная величина солёности составляет 2—2,5 ‰. Наличие мальков в более солёной воде обусловлено тем, что подрастающие окуни мигрируют в солоноватую воду из-за более благоприятных условий для нагула.
Окунь является широко распространённой рыбой и встречается в большинстве водоёмов своего ареала. Например, проведённое в 1932 году в Ленинградской области исследование 1311 озёр региона выявило, что окунь встречается приблизительно в 97 % озёр. Аналогичное исследование в 1960 году 420 озёр Ханты-Мансийского автономного округа показало, что окунь обитает в 383 из них. Окунь распределяется по водоёму неравномерно: в Боденском озере плотность скопления окуня вблизи пристаней и портов в 8—65 раз выше других прибрежных участков.

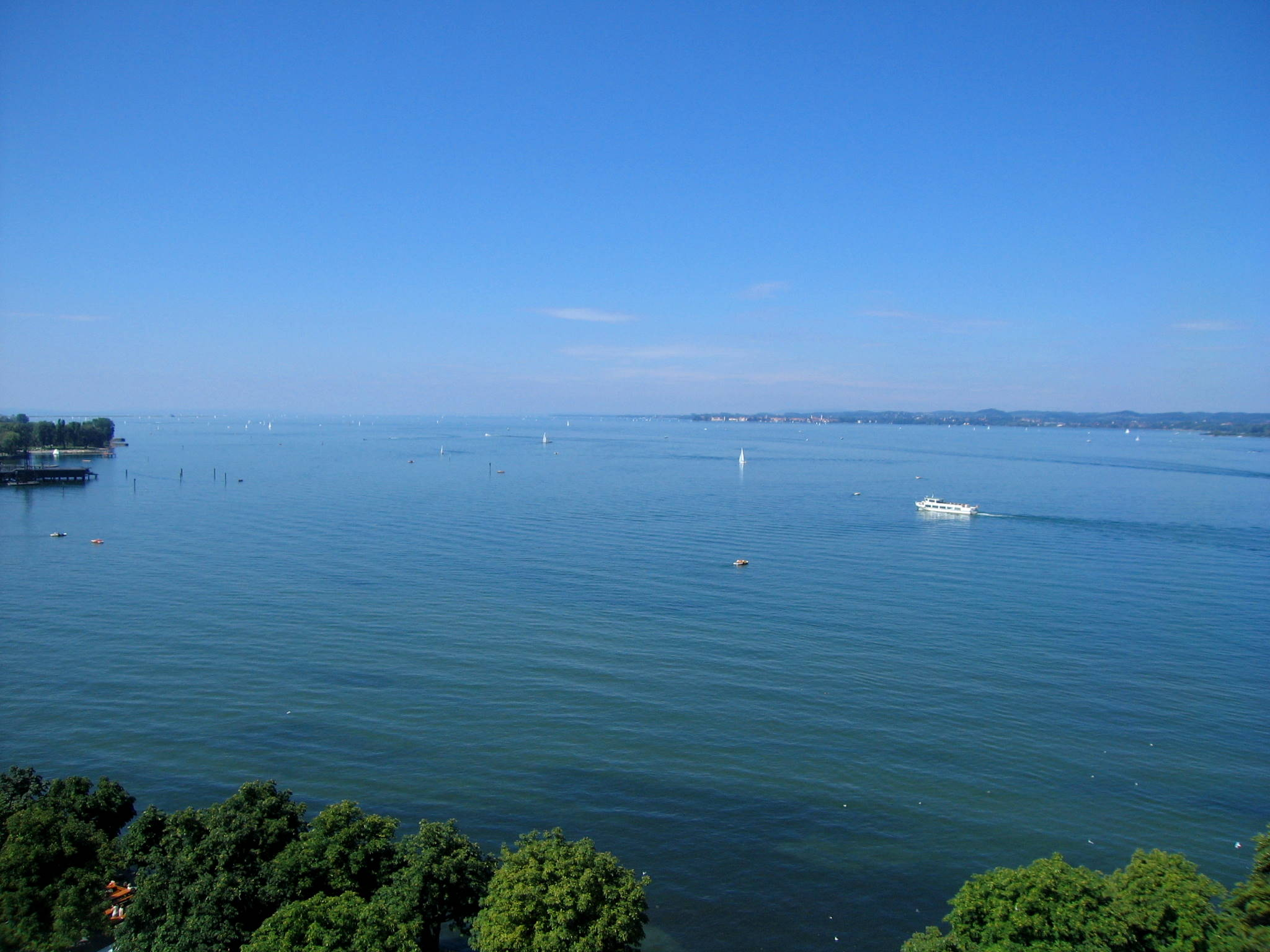
В Боденском озере окунь обитает на значительной глубине

Окунь в основном придерживается прибрежной зарослевой зоны водоёма, а также искусственных или естественных препятствий, любит участки с обилием водной растительности. Речной окунь старается избегать участков водоёма с низкой температурой и быстрым течением, он отсутствует в верховьях рек с холодной ключевой водой. Благоприятная величина pH — 7,0—7,5, жёсткость воды в немецких градусах (dH) — 8—12, температура воды — 10—22 °С. Исследования в Боденском озере показали, что летом окунь придерживается участков водоёма с температурой воды от 13 до 19 °С. Неблагоприятна для размножения окуня температура воды выше 30—31 °C.
В пределах крупного водоёма окунь может образовывать изолированные популяции: такие случаи описаны для озера Уиндермер (Windermere) (Англия), Боденского озера (в каждом из этих озёр все окуни делятся на две крупные популяции), Братского водохранилища. Исследования окуней Боденского озера выявили небольшие морфологические различия между популяциями. Встречаются также сведения о том, что в Куйбышевском водохранилище существует сразу пять изолированных популяций (по данным на 1990 год).
Сайт Fishbase.org указывает, что максимальная глубина обитания окуня — 30 м. Однако есть достоверные данные о нахождении окуня на более значительных глубинах, например, на глубине 80 м в Боденском озере и Онежском озере.
Северные популяции отличаются большей продолжительностью жизни, более поздним созреванием и меньшей плодовитостью.

## Поведение

### Образ жизни
Летом небольшие окуни предпочитают держаться в заросших водной растительностью заводях и заливах. В этот период окунь образует небольшие стаи (около 10 рыб), только у молодых особей стаи могут достигать численности около 100 штук. Окунь любит находиться рядом со сваями разрушенных мельничных плотин, у больших камней и коряг. Благодаря своей зеленоватой покровительственной окраске окуни успешно охотятся на мелкую рыбу, устраивая засады среди водных растений. Крупные окуни живут в более глубоких местах: омутах, ямах, зачастую закоряженных, откуда выходят в утреннее и вечернее время для охоты. Средняя скорость движения окуня — 0,66 м/с. Для молодых окуней характерна стайная охота, только самые крупные особи начинают охотиться в одиночку. Речной окунь использует весьма агрессивную модель охоты, он активно преследует жертву, иногда выскакивая за ней даже на поверхность воды. Иногда окунь так увлекается преследованием, что в погоне может выскочить на мель и даже на берег. Во время нападения у окуня топорщится спинной плавник. Более крупные окуни могут поджидать свою жертву в засаде, подобно щуке или судаку.
Речной окунь — сумеречно-дневной хищник, который охотится в светлое время суток с пиком активности на границе дня и ночи. Ночью активность окуня резко снижается. Основным фактором, влияющим на активность и рост окуня, является температура воды. Также на активность окуня влияют продолжительность светового дня, структура пищевого рациона, содержание кислорода в воде. У окуня наблюдается существенное изменение интенсивности обменных процессов как при повышении, так и при понижении содержания кислорода в воде.
В глубоких озёрах летом даже крупный окунь старается держаться на меньших глубинах, чем зимой; так, в Боденском озере (с максимальной глубиной 254 м) взрослый окунь летом наблюдается в основном на глубинах от 5 до 25 м.
В летний период окунь предпочитает места, где снижение уровня кислорода в воде менее чувствительно. Установлено, что на вертикальное распределение окуня в водоёме с июля до наступления осеннего похолодания большое влияние оказывает термоклин.
Летом окунь может совершать короткие нагульные миграции; например, отмечено перемещение окуня из рек Ока и Пра в озёра Мещёрской низменности для поедания местной молоди. При наступлении зимы окунь возвращается в реки, имеющие более благоприятные условия.
Осенью окуни собираются в большие стаи (численностью в крупных водоёмах до тысячи и более особей), которые мигрируют на более глубокие и открытые места. В водохранилище в зимний период окунь концентрируется на русловых участках, ограниченных бывшими берегами запруженной реки. В холодное время года окунь держится в придонной части водоёма. Глубина, на которой располагается зимой окунь, может быть весьма значительной, например, в Боденском озере большая часть окуней собирается на глубине от 42 до 69 м.
Смертность среди молоди речного окуня в течение зимы по сравнению с жёлтым окунем менее изучена, но известно, что она выше, чем у обыкновенного ерша.
Зимой окунь также активен в светлое время суток с повышением активности в сумеречные часы и отсутствием активности в ночное время. В Боденском озере отмечен всплеск активности окуня в районе полуночи, когда окунь в массовом порядке поднимается из придонной части в толщу воды (на глубину примерно в 20 м от водной поверхности).
Речные окуни использует в качестве сигнала опасности во время их охоты на мальков короткую дробь.

### Размножение
Нерест у речного окуня происходит один раз в год приблизительно в одно и то же время. Основным фактором, определяющим сроки нереста, выступает температура воды. В Северном полушарии нерест наступает ранней весной сразу после ледохода при температуре воды 7—8 °С, в южных районах в феврале — апреле, в северных — в мае — июне. В Австралии нерест происходит в августе — октябре, в Новой Зеландии в сентябре — ноябре. Крупные особи начинают нерест позже мелких.
Перед нерестом окунь может совершать миграции, окунь, обитающий в опреснённых участках морей, идёт на нерест в реки. В водохранилищах и озёрах окунь мигрирует в литоральную (мелководную прибрежную) зону. В некоторых озёрах часть популяции окуня может отправиться на нерест в реки, а другая — остаться для нереста в озере. Самцы прибывают на место нереста раньше самок.
Плодовитость в зависимости от размера самок составляет 12—300 тысяч икринок. Количество икринок возрастает при увеличении длины рыбы, также больше икринок имеют самки окуня, обитающие в условиях более тёплого климата. Внешних изменений у речного окуня во время нереста, в отличие от многих других рыб (берша, горбуши, сёмги), не наблюдается. Нерестовый период у окуня не отличается продолжительностью и в среднем длится 4—5 дней (максимум до 9).
Самку во время нереста сопровождает несколько самцов, число которых может доходить до 25. Нерест производится однократно, при этом во время нереста самка окуня откладывает икру в виде длинных (до 1 м) сетчатых лент из студенистого вещества на прошлогоднюю растительность, затопленные кусты и коряги, рыболовные сети, а сопровождающие самцы оплодотворяют её. В исключительных случаях при отсутствии таких объектов самка окуня может выметать икру на песчаное или илистое дно на глубине от 0,2 до 1,5 м. Величина ленты зависит от размера самки. Икринки у окуня сильнообводнённые (содержание воды — 56 %), диаметр составляет 2—2,5 мм (иногда 1 мм). По окончании нереста, в отличие от других видов окуневых рыб, у самки никогда не остаётся икринок. Откладка икры на растительность и прочие предметы, а также малопривлекательность икринок по своим вкусовым качествам для других видов рыб позволяют обеспечить высокую выживаемость. Исследования окуня озера Суомуньярви в Финляндии показали, что выживаемость для личинки окуня в возрасте одной недели составляет 8 % (от общего числа отложенных икринок), для трёхлетнего окуня — 0,05 %.
В водохранилищах нерест бывает более продолжительным, кроме того, иногда наблюдаются два периода икрометания, второй из которых происходит при более высокой температуре воды (10—18 °C). В отличие от судака, самец окуня не охраняет икру.

### Развитие икринок и личинок
Спустя 110 часов после оплодотворения при температуре воды 15—17 °C эмбрион имеет различимые глаза, хвостовую часть и сегментацию тела. Через 180 часов после оплодотворения эмбрион реагирует на изменение интенсивности освещения и сотрясение икринки. Обычно развитие икринок продолжается две недели (в других случаях — от одной до трёх), по прошествии которых вылупляются личинки длиной около 6 мм. Резкое повышение температуры воды для окуня оказывается гибельным, поскольку предличинки вылупляются недостаточно жизнеспособными.

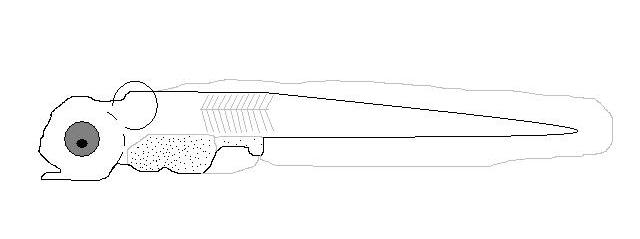
Личинка речного окуня

При вылуплении предличинки имеют длину 4,5—6 мм. Желток начинает рассасываться при длине тела 6—6,5 мм. На ранних стадиях развития личинки окуня практически неотличимы от личинок других рыб семейства окунёвых — обыкновенного судака, обыкновенного ерша, поэтому их сравнительно легко спутать. В качестве отличительных признаков личинок окуня называют повышенную пигментацию, вертикальное положение грудных плавников (у личинок окуня они сразу принимают вертикальное направление, в то время как у личинок ерша и судака первые дни они имеют горизонтальное положение), а также различный характер движения в воде. Помимо того, личинки окуня вылупляются несколько раньше, чем личинки судака, и растут быстрее, чем личинки ерша, поэтому они, как правило, более крупные.
Первоначально личинки плавают в наклонном положении. После вылупления личинки питаются фитопланктоном (только в первые дни), коловратками и личинками ракообразных. Спустя несколько дней в их рационе появляются копеподы и дафниевые. Остатки желточного мешка и жировая капля исчезают приблизительно через 14 дней после выклева.
Благоприятная температура воды для развития икринок и выживаемости личинок составляет не менее 12—20 °С. Вскоре после появления на свет личинки речного окуня мигрируют в более глубокую, пелагическую зону, где питаются в основном зоопланктоном. При этом личинки придерживаются в основном верхних слоёв воды. Спустя 3—4 недели почти все возвращаются назад в прибрежную зону, что объясняется более благоприятными условиями для развития молоди окуня (температура воды, кормовая база), а также тем, что, вырастая, они становятся всё более привлекательными для пелагических хищников. Сначала считалось, что возвращение мальков окуня связано с достижением ими определённого размера или возраста, но в 1990-е годы немецкий ихтиолог Р. Экманн выявил, что главным фактором выступает доступность зоопланктона, поэтому в разные годы размеры мигрирующих в литоральную зону окуней могут существенно различаться.
При длине 7 мм начинает формироваться хвостовой плавник, наполняться воздухом плавательный пузырь, нижняя челюсть становится длиннее верхней. При длине 8—9 мм начинают закладываться лучи хвостового плавника, появляются едва заметные брюшные плавники, образуются анальный и второй спинной плавники, формируются зубы. При длине тела 10—11 мм становятся заметными брюшные плавники, формируются лучи во втором спинном и анальном плавниках, появляется первый спинной плавник. При длине 12—15 мм окончательно формируются лучи во всех плавниках, исчезают остатки плавниковой складки. Чешуя начинает формироваться на поздней стадии развития личинки при длине 15—17 мм.
Закладка элементов хрящевого и костного скелета начинается с момента вылупления личинок. Продолжительность развития костного скелета речного окуня составляет около 53 дней (при температуре воды от 9 до 20 °C). В целом развитие скелета окуня соответствует развитию у других окунеобразных рыб.
При длине тела 15—20 мм личинка становится мальком, характерные тёмные полосы начинают проявляться только при достижении мальком длины 20—25 мм.

### Питание
Первоначально мальки окуня питаются зоопланктоном, по мере роста переходят на питание бентосными организмами, а повзрослев, начинают охотиться на молодь рыб (преимущественно карповых и окуневых).
Окунь, как правило, начинает питаться мальками во второй год жизни, в некоторых водоёмах — в первый, по достижении 4 см длины. Преимущественное потребление рыбных объектов в условиях Куйбышевского водохранилища наступает при достижении окунем 15 см длины. Чаще всего переход на потребление рыбы совпадает с наступлением полового созревания. В некоторых водоёмах переход на хищный образ жизни происходит намного позже (в северных озёрах Чёрный Сор, Тормэмтор, Светлое Ханты-Мансийского автономного округа это происходит в возрасте 5—8 лет).
С возрастом окунь переходит на охоту за более крупными и подвижными объектами. Например, в Куйбышевском водохранилище в трёхлетнем возрасте обычная длина потребляемой окунем рыбы — 2—4 см, в возрасте 6 лет — 2—8 см.
Трофический уровень окуня в разных экосистемах колеблется от 3,2 до 4,4.
По способу питания речного окуня относят к факультативным хищникам, то есть он является хищной рыбой, но в большом количестве также потребляет другую животную пищу. Иногда окуня отдельных популяций (например, озёрного окуня) причисляют к типичным хищникам. Связано это с тем, что в зависимости от водоёма пища окуней одного возраста может значительно различаться из-за неодинакового состава кормовой базы. Пищевой рацион окуня различен не только в разных водоёмах, но также может значительно меняться в течение года в одном водоёме из-за изменения доступности кормовых организмов. Окунь достаточно легко переходит с одного корма на другой. Европейские ихтиологи считают, что выше доля рыб в пищевом рационе окуня олиготрофных (с бедной кормовой базой) водоёмов. В эутрофных (с богатой кормовой базой) водоёмах зоопланктон и бентосные организмы занимают высокую долю в рационе даже у взрослого окуня, длиной более 15 см. Напротив, российские исследователи отмечают, что выше доля рыб в питании окуня в эутрофных водоёмах (Вялозеро и Колвицкое озеро), в олиготрофных водоёмах выше доля зообентоса (Чунозеро и Федосеевское озеро). В некоторых водоёмах окунь может в течение всей жизни потреблять зоопланктон и бентос, не переходя на питание мальками. Такое же поведение характерно для прибрежного окуня. В сибирских озёрах в зимний период основным кормом для окуня становится мормыш.
На примере Канда-губы (Белое море) выявлено, что состав рациона окуня, обитающего в пресной и солёной воде, существенно различается.
| Состав пищевого рациона речного окуня в различных водоёмах                      |                   |             |           |      |        |
| Водоёмы                                                                         | Годы исследований | Зоопланктон | Зообентос | Рыбы | Другое |
| Ботнический залив Балтийского моря                                              | 1982              | 49 %        | 50 %      |      |        |
| Большое Лебяжье озеро (Архангельская область)                                   | 1981              | 32 %        | 65 %      |      | 2 %    |
| дельта Волги                                                                    | 1956              |             | 2 %       | 97 % | 1 %    |
| дельта Волги                                                                    | 1975—1977         |             | 42 %      | 47 % | 11 %   |
| Чунозеро (Кольский полуостров)                                                  | 1986              |             | 72 %      | 20 % | 8 %    |
| Федосеевское озеро (Кольский полуостров)                                        | 1984—1986         |             | 88 %      | 11 % | 1 %    |
| Канда-губа (Белое море) (пресноводная часть)                                    | 1984—1986         |             | 60 %      | 38 % | 2 %    |
| Канда-губа (Белое море) (солоноводная часть)                                    | 1984—1986         |             | 32 %      | 66 % | 2 %    |
| Вялозеро (Кольский полуостров)                                                  | 1983—1985         |             | 1 %       | 99 % |        |
| Колвицкое озеро (Кольский полуостров)                                           | 1986              |             | 38 %      | 61 % | 1 %    |
| река Селвин, Новая Зеландия                                                     | 1974—1975         |             | 2 %       | 98 % |        |
| озёра Лох-Кинорд и Лох-Даван (Loch Davan), Шотландия (молодые особи)            | 1980-е            | 78 %        | 22 %      |      |        |
| озёра Лох-Кинорд и Лох-Даван, Шотландия (взрослые особи)                        | 1980-е            | 11 %        |           | 89 % | 1 %    |
| озеро Волкерак, Нидерланды (3-месячные особи)                                   | 1991              | 7,7 %       | 83 %      |      | 9,3 %  |
| озеро Волкерак, Нидерланды (6-месячные особи)                                   | 1991              |             | 97,7 %    |      | 2,3 %  |
| Можайское водохранилище, Московская область (2-месячные особи среднего размера) | 1985              | 97 %        | 3 %       |      |        |
| Можайское водохранилище, Московская область (3-месячные особи среднего размера) | 1985              | 39 %        | 61 %      |      |        |

Окунь, в основном, потребляет узкотелых рыб. Наиболее часто жертвами взрослого окуня становятся малоценные с точки зрения промыслового лова рыбы: колюшки, гольяны, молодь плотвы. В волжских водохранилищах с активным распространением тюльки во второй половине XX века она также стала обычной пищей окуня, особенно весной. Второстепенными объектами питания среди рыб являются уклейки, ерши, бычки, пуголовки, молодь судака, берша, карася и густеры. В реках Новой Зеландии основным пищевым объектом стала местная небольшая рыба Gobiomorphus cotidianus.
Для окуня характерен каннибализм: взрослые особи зачастую поедают молодых окуньков. Наиболее часто каннибализм происходит осенью, когда молодь окуня покидает прибрежную зону, перемещаясь на зиму в более глубокие места. В летний период в желудках взрослых окуней молодых находят очень редко. Каннибализм наиболее характерен для водоёмов, населённых исключительно окунем.
Пищевыми объектами взрослого окуня часто также становятся личинки насекомых, лягушки и раки. Например, в 1983—1984 годах в дельте Волги рак составлял около 20 % пищевого рациона окуня, в дельте Волги в 1975—1977 годах лягушки составляли 6 % рациона.
В желудках окуня также находят водоросли, кусочки коры, мелкие камни. Предполагается, что окуни заглатывают их случайно вместе с бентосными организмами, хотя существуют версии, что эти попутные объекты необходимы для стимуляции пищеварения.
Наиболее упитанными окуни на территории России бывают летом и осенью. На этот период приходится основное увеличение длины и массы рыбы, а осенью окуни начинают активно питаться, готовясь к зиме. При этом самки питаются активнее самцов осенью, зимой и весной, что связано с необходимостью дополнительного питания в период вызревания икры и подготовки к нересту. Летом самцы потребляют больше пищи, чем самки. В зависимости от сезона также меняется частота встречаемости бентоса и отдельных видов рыб в пищевом рационе окуня. Существенных различий в структуре рациона самок и самцов в пределах одного водоёма не отмечено. Для окуня северных водоёмов характерен более высокий уровень накопления жира в полости тела в осенний период.
При длительном голодании окунь теряет в весе быстрее и погибает ранее, чем другие пресноводные хищники (щука, сом).

### Рост
Темпы роста и сроки полового созревания речного окуня в разных водоёмах могут сильно различаться. На темпы роста окуня в первую очередь влияют климатические особенности водоёма и обеспеченность доступной рыбной пищей, которая позволяет раньше перейти на хищный образ жизни. В целом скорость роста окуня невысока. В небольших водоёмах, а также в условиях скудной кормовой базы окунь за первый год вырастает до 5 см, а к 6 годам — до 20 см. В крупных озёрах, водохранилищах, дельтах крупных рек окунь к первому году может достигнуть 12 см длины, а пятилетний может иметь длину 35 см.
В Южном полушарии (Австралии и Новой Зеландии) окуни растут быстрее, чем в большинстве водоёмов Северного полушария. В европейской части России наиболее медленно окуни растут в водоёмах Карелии и Кольского полуострова, а также Чудско-Псковском озере и Иваньковском водохранилище, наиболее быстро — в дельте Волги. Ещё быстрее, чем в дельте Волги, растут окуни в низовьях Днепра.
При переходе на хищный образ жизни темпы роста окуня могут ускориться. Такая закономерность отмечена у окуня из озёр Сямозеро и Чунозеро, который при этом обгоняет более быстрорастущих в молодом возрасте окуней из водоёмов верхней Волги и Селигера. На прирост окуня на 1 кг уходит 4,9 кг другой рыбы.
Темп роста окуня зависит от экологических условий и может в одном водоёме существенно различаться в разные годы. Например, в дельте Волги наиболее высокие темпы роста окуня наблюдались в 1950-е годы, когда там отмечалось значительное скопление молоди полупроходных рыб. В 1970-е годы после существенного уменьшения количества мальков темпы роста окуня также снизились. В 1980-е годы отмечено резкое увеличение темпов роста окуня в Сямозере после успешной акклиматизации в водоёме корюшки, ставшей основным пищевым объектом окуня. Существует гипотеза, что повышение солёности воды может увеличить темпы роста окуня. Исследования окуня из водоёмов Швеции показали, что у молодых окуней существуют сезонные всплески в темпах роста в апреле и июне.
Отмечено различие в росте мальков окуня внутри одной популяции, то есть одни окуни растут быстрее других, однако это различие значительно ниже, чем у обыкновенного судака или светлопёрого судака. Исследования окуней из озера Волкерак в Нидерландах в течение нескольких лет не выявили взаимосвязи между скоростью роста мальков окуня и температурой воды.
Новозеландские ихтиологи установили следующую зависимость между длиной и массой окуня из озера Пауни (Pounui):
Для самок:
{\displaystyle W=0{,}01143\,L^{3{,}0743},}
для самцов:
{\displaystyle W=0{,}01534\,L^{2{,}9580},}
где {\displaystyle W} — масса (г), {\displaystyle L} — длина (см).
Сравнение средних темпов роста речного окуня в разных водоёмах представлено в таблице. Синим цветом указана длина окуня (в сантиметрах), красным — масса (в граммах): длина/масса.
| Темпы роста речного окуня в различных водоёмах                               |                   |                                                            |                                                            |                                                            |                                                             |                                                             |                                                             |                                                             |                                                             |                                                             |
| Водоёмы                                                                      | Годы исследований | 1 год                                                      | 2 года                                                     | 3 года                                                     | 4 года                                                      | 5 лет                                                       | 6 лет                                                       | 7 лет                                                       | 8 лет                                                       | 9 лет                                                       |
| Каменное озеро (Карелия)                                                     | 1986              | {\displaystyle {\color {Blue}7} \over \color {Red}5}       | {\displaystyle {\color {Blue}11} \over \color {Red}18}     | {\displaystyle {\color {Blue}13} \over \color {Red}30}     | {\displaystyle {\color {Blue}15} \over \color {Red}52}      | {\displaystyle {\color {Blue}19} \over \color {Red}123}     | {\displaystyle {\color {Blue}19} \over \color {Red}126}     | {\displaystyle {\color {Blue}21} \over \color {Red}162}     | {\displaystyle {\color {Blue}22} \over \color {Red}201}     | {\displaystyle {\color {Blue}23} \over \color {Red}205}     |
| озеро Ильмень (Новгородская область)                                         | 1975, 1983        |                                                            | {\displaystyle {\color {Blue}11} \over \color {Red}23}     | {\displaystyle {\color {Blue}14} \over \color {Red}56}     | {\displaystyle {\color {Blue}17} \over \color {Red}104}     | {\displaystyle {\color {Blue}20} \over \color {Red}166}     | {\displaystyle {\color {Blue}23} \over \color {Red}252}     | {\displaystyle {\color {Blue}25} \over \color {Red}344}     | {\displaystyle {\color {Blue}28} \over \color {Red}451}     | {\displaystyle {\color {Blue}29} \over \color {Red}581}     |
| дельта Волги                                                                 | 1965              | {\displaystyle {\color {Blue}11} \over \color {Red}26}     | {\displaystyle {\color {Blue}17} \over \color {Red}115}    | {\displaystyle {\color {Blue}21} \over \color {Red}184}    | {\displaystyle {\color {Blue}24} \over \color {Red}288}     |                                                             |                                                             |                                                             |                                                             |                                                             |
| Куйбышевское водохранилище                                                   | 2003              | {\displaystyle {\color {Blue}7} \over \color {Red}15}      | {\displaystyle {\color {Blue}10} \over \color {Red}32}     | {\displaystyle {\color {Blue}13} \over \color {Red}47}     | {\displaystyle {\color {Blue}16} \over \color {Red}77}      | {\displaystyle {\color {Blue}18} \over \color {Red}102}     | {\displaystyle {\color {Blue}20} \over \color {Red}173}     | {\displaystyle {\color {Blue}21} \over \color {Red}250}     | {\displaystyle {\color {Blue}24} \over \color {Red}340}     | {\displaystyle {\color {Blue}28} \over \color {Red}395}     |
| Новосибирское водохранилище                                                  | 1960-е            |                                                            | {\displaystyle {\color {Blue}14} \over \color {Red}44}     | {\displaystyle {\color {Blue}16} \over \color {Red}69}     | {\displaystyle {\color {Blue}18} \over \color {Red}116}     | {\displaystyle {\color {Blue}22} \over \color {Red}215}     | {\displaystyle {\color {Blue}24} \over \color {Red}316}     | {\displaystyle {\color {Blue}24} \over \color {Red}360}     |                                                             |                                                             |
| озеро Чаны (Новосибирская область)                                           | 1960-е            |                                                            | {\displaystyle {\color {Blue}13} \over \color {Red}41}     | {\displaystyle {\color {Blue}15} \over \color {Red}62}     | {\displaystyle {\color {Blue}17} \over \color {Red}87}      | {\displaystyle {\color {Blue}20} \over \color {Red}159}     | {\displaystyle {\color {Blue}24} \over \color {Red}241}     | {\displaystyle {\color {Blue}25} \over \color {Red}297}     | {\displaystyle {\color {Blue}28} \over \color {Red}460}     | {\displaystyle {\color {Blue}31} \over \color {Red}475}     |
| озеро Зайсан (Казахстан)                                                     | 1960-е            |                                                            | {\displaystyle {\color {Blue}9} \over \color {Red}11}      | {\displaystyle {\color {Blue}17} \over \color {Red}56}     | {\displaystyle {\color {Blue}21} \over \color {Red}107}     | {\displaystyle {\color {Blue}25} \over \color {Red}261}     | {\displaystyle {\color {Blue}30} \over \color {Red}450}     | {\displaystyle {\color {Blue}33} \over \color {Red}580}     | {\displaystyle {\color {Blue}37} \over \color {Red}802}     | {\displaystyle {\color {Blue}39} \over \color {Red}1132}    |
| озеро Хубсугул (Монголия)                                                    | 1983              |                                                            |                                                            | {\displaystyle {\color {Blue}19{,}5} \over \color {Red}89} | {\displaystyle {\color {Blue}20{,}7} \over \color {Red}121} | {\displaystyle {\color {Blue}20{,}9} \over \color {Red}157} | {\displaystyle {\color {Blue}22{,}6} \over \color {Red}168} | {\displaystyle {\color {Blue}27{,}1} \over \color {Red}265} | {\displaystyle {\color {Blue}27{,}2} \over \color {Red}296} | {\displaystyle {\color {Blue}29{,}0} \over \color {Red}300} |
| озеро Пауни, Новая Зеландия (самки)                                          | 1974—1975         | {\displaystyle {\color {Blue}11{,}0} \over \color {Red}18} | {\displaystyle {\color {Blue}15{,}0} \over \color {Red}47} | {\displaystyle {\color {Blue}17{,}5} \over \color {Red}83} | {\displaystyle {\color {Blue}20{,}3} \over \color {Red}114} | {\displaystyle {\color {Blue}23{,}1} \over \color {Red}175} | {\displaystyle {\color {Blue}25{,}6} \over \color {Red}256} |                                                             |                                                             |                                                             |
| озеро Кархуярви (Karhujärvi), близ деревни Эво, Хямеэнлинна, Южная Финляндия | 1982              | {\displaystyle {\color {Blue}6{,}4}}                       | {\displaystyle {\color {Blue}9{,}7}}                       | {\displaystyle {\color {Blue}11{,}6}}                      | {\displaystyle {\color {Blue}12{,}8}}                       | {\displaystyle {\color {Blue}13{,}3}}                       | {\displaystyle {\color {Blue}13{,}7}}                       | {\displaystyle {\color {Blue}14{,}1}}                       |                                                             |                                                             |

Изучение роста окуней, помещённых в искусственные условия, показало, что при стабильной температуре воды в 17 °C окунь в течение первого года жизни достигает массы приблизительно 110 г, при 24 °C — 160 г. Взрослые самки окуня растут быстрее, чем самцы. В младшем возрасте самцы имеют большую длину тела и массу по сравнению с самками, в старших возрастных группах, наоборот, самки обладают бо́льшими размерами, чем самцы.
Половая зрелость может наступать в разные сроки и при разной длине. Как правило, половое созревание наступает у самцов окуня в возрасте 2—3 лет, у самок — несколько позднее, в 4—5 лет. Для некоторых водоёмов, например, для озёр Убинское (Новосибирская область), Тразимено (Италия) и Пауни (Новая Зеландия), отмечены случаи, когда окунь становился половозрелым в возрасте 1 года. У окуней из низовий Енисея половое созревание может наступить только в 6 лет, а в озере Хубсугул — в 7 лет. Отмечалось увеличение возраста полового созревания самок в реках после создания водохранилищ.
С возрастом, несмотря на увеличение количества икринок, самки окуня теряют репродуктивные способности. Исследование самок окуня старше 13 лет, пойманных в Оби, показало, что подавляющее большинство из них были яловыми, то есть со старением у самок окуня нарушается периодика нереста. Зафиксирована поимка восьмилетней икряной самки длиной 51 см и массой 2,1 кг.

### Враги
Несмотря на колючки и шипы, окунь периодически становится жертвой других подводных обитателей. Естественными врагами окуня среди других рыб являются щука, судак, сом, налим, сёмга, угорь. Икра окуня истребляется другими рыбами, в особенности гольцом (на севере и колюшкой) и водными птицами, часто погибает от безветрия или напротив, сильных ветров, которые выбрасывают её на берег.
Окунь является частым объектом питания других окуневых рыб. Например, в 1960-е годы окунь составлял от 10 до 80 % пищевого рациона судака и 55 % рациона берша в средней Волге и Куйбышевском водохранилище, хотя к 1990-м годам его доля в рационе этих рыб существенно снизилась. Также окунь может становиться одним из основных объектов питания щуки, например, в рационе щуки озера Großer Vätersee, Германия, доля окуня в отдельные периоды достигает 50 %.
Врагами окуня также являются некоторые птицы - чайки, крачки, гагары, скопа.

### Болезни и паразиты
Болезни речного окуня в основном вызваны заражением паразитами. Исследования окуней из водоёмов Карелии выявили, что окуней поражают простейшие, относящиеся к типам Mastigophora (жгутиконосцы, 1 вид), Myxosporidia (слизистые споровики, 8 видов), Ciliophora (инфузории, 15 видов), Myzozoa (мизозои, 1 вид), многоклеточные типов Platyhelminthes (плоские черви, 21 вид), Nematoda (круглые черви, 6 видов), Acanthocephala (скребни, 7 видов), Annelida (кольчатые черви, 1 вид), Mollusca (моллюски, 1 вид семейства Униониды (перловицы) в личиночной стадии), Arthropoda (членистоногие, 6 видов подтипа Crustacea — ракообразные). Среди простейших паразитов окуня можно выделить таких как Apiosoma robustum, Apiosoma piscicolum ssp. perci, Chilodonella cyprini, Chilodonella hexasticha, Ichthyophthirius multifiliis, Trichodinella epizootica, Dermocystidium percae, Ancyrocephalus percae, Bunodera lucipercae, Protheocephalus dubius. Простейшие паразиты могут поражать кожу, жабры, кровеносную систему, стенки кишечника, печень, почки, желчный пузырь, мочевой пузырь, мочеточники. 
Многоклеточные поражают поверхность тела, плавники, мышцы, жабры, глаза, сердце, ротовую полость, пищевод, желудок, кишечник, печень, почки, мочевой пузырь, стенки плавательного пузыря. Изучение в 1993 году 83 окуней из озера Власинко (Сербия) показало, что 25 из них заражено различными паразитами.
Речной окунь подвержен таким паразитарным болезням, как апофаллоз, аргулёз, гепатиколёз, гистероморфоз, диплостомоз, дифиллоботриоз, камаллоноз, лернеоз, неохиноринхоз, помфоринхоз, протеоцефалёз, рафидаскаридоз, тетракотилёз, триенофороз, циатоцефалёз, эргазилёз, эхиноринхоз. Из них опасность для человека представляют дифиллоботриоз и апофаллоз.

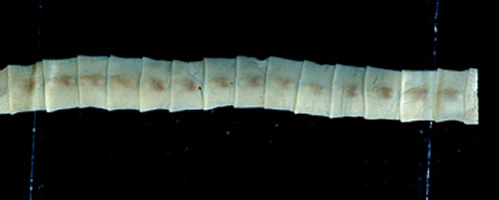
Широкий лентец — паразит, вызывающий дифиллоботриоз

Дифиллоботриоз вызывается несколькими видами ленточных червей, из которых наиболее распространён широкий лентец Dibothriocephalus latus (семейство Diphyllobothriidae). Человек заражается, употребляя в пищу сырую, слабо провяленную или плохо копчёную рыбу. Апофаллоз (или россикотремоз) вызывается трематодой Rossicotrema donica.
Из всех видов паразитарных болезней к специфическим окуневым относится гепатиколёз, которое также встречается у ершей и щиповки. Гепатиколёз развивается у окуней, поражённых нематодой Hepaticola petruschewskii (семейство Capillariidae), которая поселяется в печени рыбы. При этом происходит острое воспалении печени, а также желчного пузыря, что в итоге приводит к общей интоксикации организма и гибели рыбы. 
Заболевшую рыбу можно определить по печени, которая воспалена и увеличена. Также в самой печени и на её поверхности наблюдаются кисты (соединительнотканные капсулы) белого или жёлтого цвета размером 0,2—0,7 мм разнообразной формы, от продолговатой до круглой. В этих кистах содержатся яйца или мёртвые самки паразита. Также кисты могут наблюдаться на желчном пузыре. Яйца нематоды могут быть найдены в печени, селезёнке, брыжейке, половых продуктах. Предполагается, что промежуточным хозяином нематоды выступают веслоногие ракообразные. Наиболее подвержены заболеванию мелкие особи двухлетнего возраста длиной 6—10 см. Заболевание отмечается в основном в летний период, принимая наиболее массовый характер к середине лета. 
Гепатиколёз отмечен в водоёмах Украины и Прибалтики. Среди других специфических паразитов окуня можно отметить трипаносому Trypanosoma percae, которая встречается, например, у окуней из бассейна озера Байкал.
Данный вид поражает рабдовирусная болезнь окуней, вызываемая вирусом Perch rhabdovirus, впервые обнаруженном в Европе в 1984 году. Вирус концентрируется в основном в мозговой ткани. Заболевшие окуни сначала становятся пассивными и теряют реакцию, затем появляется потеря равновесия и отсутствие координации движения. Окуни совершают неуверенные движения, вращаются по кругу или спирали, поднимаются к поверхности воды, а затем опускаются на дно и умирают. Рабдовирусная болезнь не опасна для других животных и человека, употребляющих окуней в пищу. Окуни из водоёмов Австралии также подвержены вирусу EHNV (epizootic haematopoietic necrosis virus). Данный вирус в природе встречается только у двух видов рыб: окуня и радужной форели (Oncorhynchus mykiss), при этом у окуня намного выше смертность от вируса. У поражённого окуня распухают почки, печень и селезёнка, может произойти кровоизлияние в жабрах или у основания плавников, через некоторое время он, как правило, погибает. Наиболее часто окуни заболевают в весенне-летний период.

## Статус вида

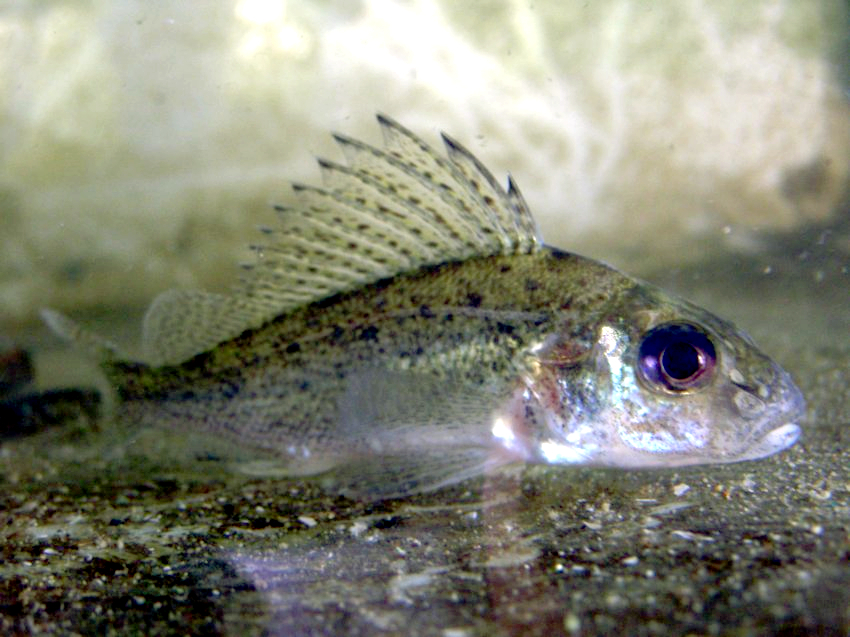
Обыкновенный ёрш — пищевой конкурент речного окуня

Речной окунь — многочисленный вид почти во всём своём ареале. При перелове в водоёме крупных хищников численность окуня значительно увеличивается, возрастает пищевая конкуренция, и окунь мельчает, становится сорной рыбой. Массовое зарегулирование рек и создание водохранилищ в XX веке способствовало росту численности окуня.
Окунь зачастую конкурирует в пище с более ценными промысловыми видами рыб. В водоёмах Германии, в том числе в Боденском озере, серьёзную пищевую конкуренцию составил расселившийся в 1980-х годах обыкновенный ёрш. Мелкий окунь является одним из основных объектов питания многих хищных видов рыб.
Исследования в Европе, проведённые в 1990—2000 годах, подтвердили важную роль речного окуня в поддержании баланса экосистемы водоёма. Резкое сокращение численности окуня может привести к ухудшению состояния и качества воды.
Плотность скопления окуня существенно различается в разных водоёмах.
| Показатели плотности скопления окуня в отдельных водоёмах |           |                                  |
| Водоём                                                    | Год       | Количество особей на один гектар |
| Финский залив                                             | 1975      | 200—4900                         |
| река Темза, Англия                                        | 1965      | 20—2590                          |
| озеро Уиндермер, Англия                                   | 1941—1976 | 125—5950                         |
| водохранилище Klíčava, Чехия                              | 1968      | 149                              |
| озеро Суомуньярви, Финляндия                              | 1974—1975 | 312                              |

## Ограничивающие факторы
Скорость восстановления популяции окуня — средняя, минимальный период удвоения численности популяции — 1,4—4,4 года. На жизнедеятельность речного окуня влияют такие факторы водной среды, как температура воды, содержание кислорода, величина pH, солевой состав, степень загрязнения водоёма.
Основными причинами гибели молоди окуня являются хищники, недостаточная кормовая база и нарушение нормальных условий дыхания из-за цветения водорослей. Также молодые окуни массово гибнут при загрязнении водоёмов тяжёлыми металлами, токсичными элементами и радионуклидами. В ходе исследований выявлено, что молодь окуня обладает более высокой устойчивостью к неблагоприятным факторам по сравнению с другими окуневыми и как следствие имеет более высокий процент выживаемости.
Для нормальной жизнедеятельности окуня содержание кислорода в воде должно составлять не менее 3 мг/л. Как и многие другие виды рыб, окунь погибает от кислородного голодания, хотя он относится к высокоустойчивым к снижению кислорода рыбам и менее предрасположен к гибели, чем судак и ёрш. У окуня сравнительно высокий разрыв между критическим содержанием кислорода, когда происходит угнетение дыхания, и пороговым, что делает его менее чувствительным к изменениям кислородного режима. Наступление летального исхода зависит от температуры воды: при 15 °C происходит, когда содержание кислорода в воде становится ниже 0,4 мг/л, при 25 °C — ниже 1,4 мг/л. При низких температурах воды пороговое содержание кислорода для окуня примерно такое же, как у карася, и существенно ниже, чем у щуки и плотвы. При высоких температурах пороговое содержание для окуня намного выше, чем у карася, и соответствует аналогичным значениям для плотвы и щуки.
К пагубным последствиям недостатка кислорода относятся массовая гибель окуней в реке Исеть (Свердловская область) в августе 2009 года, гибель 5 млн окуней в Кременчугском водохранилище (Украина) в июле — августе 1967 года.
В целях борьбы с подобными явлениями разработаны специальные проекты по обогащению воды кислородом. Реализация одного из таких проектов в Манчестерском канале среди прочих последствий привела к существенному увеличению численности окуня.
На численность окуней неблагоприятно влияет распространившийся в конце XX века в результате антропогенного воздействия процесс окисления водоёмов, приводящий к снижению величины pH. По мнению одних учёных (советские зоологи В. И. Лукьяненко, В. М. Судаков), окунь относится к наиболее устойчивым к снижению pH видам рыб. В. М. Судаков в подтверждение приводит озёра Ханты-Мансийского автономного округа с кислой реакцией среды (pH = 4,0), в которых окунь является единственным видом рыб. По мнению других учёных (советский зоолог В. С. Ивлев, норвежский зоолог E. Heibo, финский зоолог M. Rask), окунь, наоборот, весьма чувствителен к его понижению. E. Heibo отмечает, что наиболее пагубные последствия окисления для окуня наблюдаются в водоёмах Скандинавии. M. Rask в качестве примера приводит случай гибели большого количества окуней весной 1981 года в озере Кархуярви (Karhujärvi) (Финляндия), в котором наблюдалось снижение величины pH до 4,2. При истощении окунь становится намного более чувствительным к окислению воды. Уровень кислотоустойчивости икры окуня характеризуется как средний. Для окуня по сравнению с другими видами рыб (например, щукой) большую опасность представляет увеличение pH (подщелачивание воды), гибель отмечалась при pH 9,2.
У молоди окуня по сравнению с многими другими видами пресноводных рыб более высокая устойчивость к повышению концентрации угольной кислоты (в результате поступления в воду углекислого газа) при низких температурах.
Встречаются случаи массовой гибели окуня, которым не удалось найти однозначных объяснений. К таковым относится гибель окуней в литовских реках Левуо, Муса и Невежис в октябре 2008 года.
Также на численность окуня существенное влияние оказывают промысловое и любительское рыболовство.

## Окунь и человек

### Промышленное рыболовство
Окунь в отдельных хозяйствах считается сорной и вредной рыбой, пищевым конкурентом более ценных видов рыб. В других окунь является одним из основных объектов промысла.
В 2007—2016 годах мировые уловы речного окуня варьировались от 22634 до 33849 тонн.

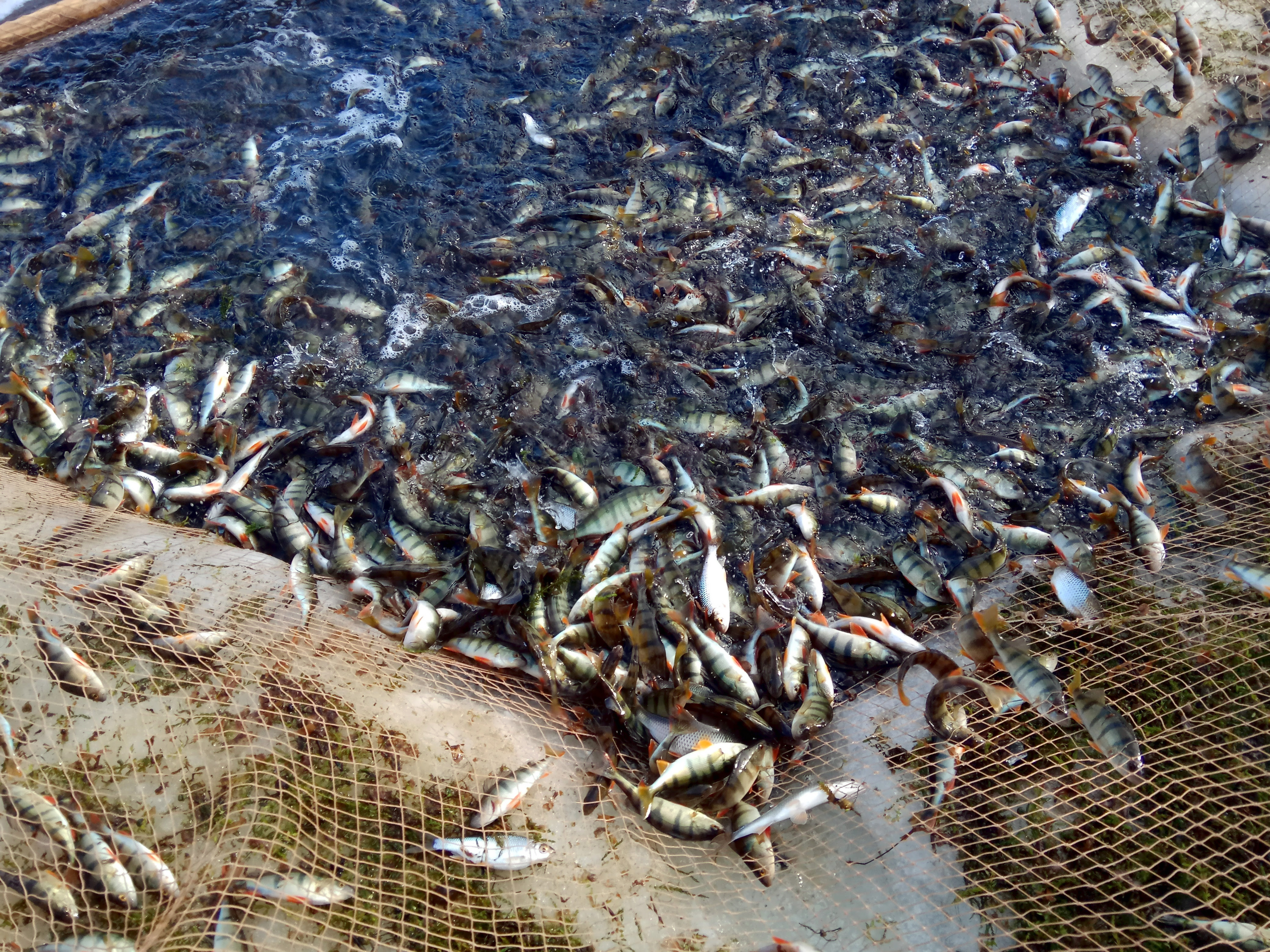
Речной окунь в рыболовных сетях. Бурятия, Россия

Объёмы вылова окуней существенно отличаются в различных регионах и странах. Страны с наибольшим объёмом промышленного вылова представлены в таблице. Данные Продовольственной и сельскохозяйственной организации ООН (англ. Food and Agriculture Organization, FAO) по России могут быть неточными, так как только для Астраханской области российские ихтиологи называют ежегодный объём вылова 5 715 тонн (2007 год).
Промышленный лов окуня в тоннах (по данным FAO)
(приведены среднегодовые значения за десятилетие, пустая ячейка означает отсутствие либо недостаток данных)
| Страна     | 1950-е | 1960-е | 1970-е | 1980-е | 1990-е | 2000—2008 | Максимальное значение |
| ---------- | ------ | ------ | ------ | ------ | ------ | --------- | --------------------- |
| Финляндия  | 4010   | 6170   | 8040   | 20 827 | 17 379 | 13 648    | 22 755 (1980)         |
| Россия     |        |        |        |        | 3394   | 6209      | 7944 (2003)           |
| Эстония    |        |        |        |        | 1076   | 1143      | 1680 (2006)           |
| Польша     | 129    | 320    | 167    | 526    | 962    | 961       | 1584 (1997)           |
| Германия   |        | 740    | 612    | 771    | 911    | 429       | 1407 (1992)           |
| Казахстан  |        |        |        |        | 713    | 425       | 1167 (1991)           |
| Швейцария  | 1230   | 1590   | 1708   | 934    | 583    | 319       | 1950 (1977)           |
| Швеция     | 390    | 311    | 242    | 283    | 337    | 230       | 500 (1950, 1951)      |
| Нидерланды |        | 189    | 494    | 594    | 318    | 143       | 848 (1981)            |

Окунь во многих водоёмах достигает высокой численности и относится к основным объектам промысла. В промысловых уловах преобладают окуни длиной до 30 см и массой 200—300 г в возрасте 4—6 лет. Окунь имеет важное промысловое значение в Куйбышевском водохранилище, Боденском озере (второе место по вылову после сига), озере Угэй (Монголия), в 1950-е годы окунь занимал третье место по вылову в озёрах Барабинской низменности (Западная Сибирь) после плотвы и щуки. В северных озёрах Сибири продуктивность окуня, несмотря на многочисленность, не очень велика и составляет 0,1—3 кг с гектара.
Промышленный лов в период открытой воды производится с использованием близнецовых и глубинных тралов, а также сетями, в период ледостава — исключительно сетями. В незамерзающем Боденском озере зимой окуня ловят на глубине от 40 до 80 м. Наиболее уловистыми для промыслового лова окуня считаются ставные мелкоячеистые сети с ячеёй 35 мм, пелагические тралы и волокуша.
Наиболее часто окунь преобладает в промысловых уловах в весенний и осенний периоды. Низкая доля окуня в промысловых уловах в летний период связана с недоступностью траловому лову мелких прибрежных участков водоёма, где в это время концентрируется основная часть популяции окуня.
По мнению ихтиологов, влияние интенсивного промысла на популяцию окуня оценить достаточно сложно, вместе с тем утверждается, что пока масштабное сокращение численности окуня в крупных водохранилищах не заметно. Снижение доли окуня в промысловых уловах объясняют неэффективностью тралов в ловле окуня. Отмечают также существенные колебания ежегодных объёмов вылова окуня.

### Любительское рыболовство

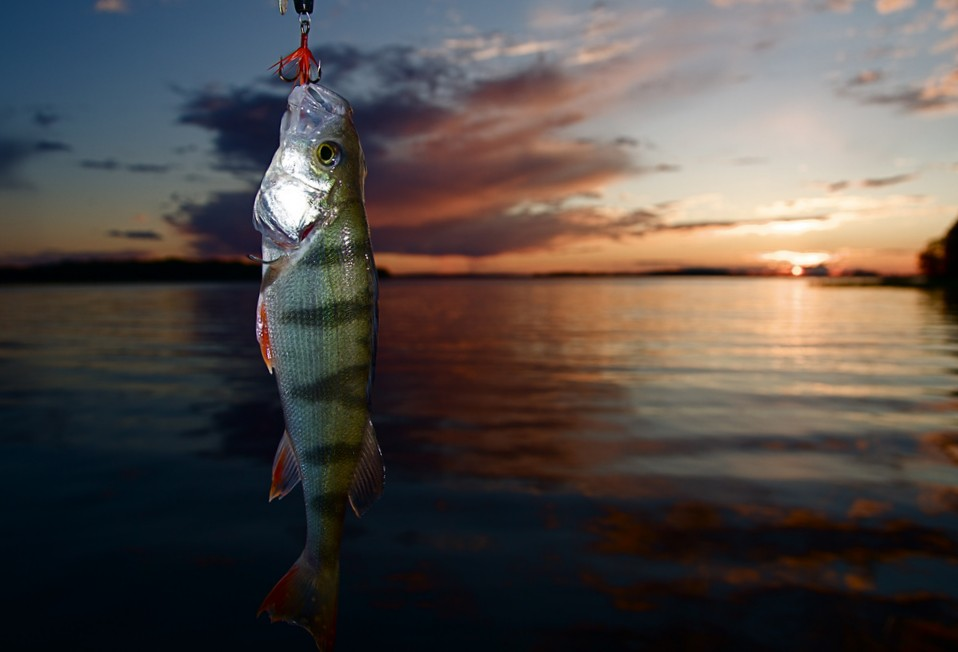
Окунь, пойманный на блесну

Речной окунь является одним из популярных объектов любительского рыболовства. Русский писатель Сергей Тимофеевич Аксаков в книге «Записки об уженье рыбы» (1847 год) отметил: «Почти все охотники очень любят уженье окуней, и многие предпочитают его всем другим…» В ряде водоёмов улов рыболовов-любителей и браконьеров в несколько раз превышает промысловый. В Финляндии в 2006 году рыболовы-любители поймали 13 400 тонн окуня (первое место среди всех видов рыб). Благодаря популярности речного окуня выпущены книги, посвящённые исключительно любительской ловле окуня. Окунь обрёл популярность как объект ловли и на новой родине; например, в штате Виктория (Австралия) он один из излюбленных объектов любительского рыболовства. Ежегодные суммарные затраты австралийских рыболовов на поимку окуня составляют 6,87 млн австралийских долларов.
Окунь меньше боится шума, чем другие виды рыб. Эта рыба отличается жадностью и смелостью; английский натуралист Генри Пеннелл описал случай, когда окунь сорвался с крючка, оставив на нём свой глаз, а затем снова попался уже на собственный глаз. Пойманный окунь сначала оказывает упорное сопротивление, но довольно скоро утомляется. Окунь может быть пойман с помощью естественных или искусственных приманок. Исследование зарегистрированных случаев поимки крупных окуней (массой более 1,35 кг) в Англии с 1900 по 1988 годы выявило, что 32 % окуней было поймано на червя, 26 % на живую рыбу, 17 % на личинки насекомых, 9 % на блёсны, 6 % на мёртвую рыбу, 9 % на другие приманки. Окунь ловится с помощью разнообразных снастей: поплавочная удочка, спиннинг, донная удочка, дорожка, нахлыст, кружки, отвесное блеснение. Наиболее популярными из вышеперечисленных способов являются ловля поплавочной удочкой и спиннигом.
При поплавочной ловле наиболее подходящим считается удилище длиной 4—7 м, оснащённое высококачественной леской диаметром 0,08 мм и крючком № 20. Тактика ловли состоит в постоянном поиске рыбы, ориентируясь на места стайной охоты (боя). В качестве приманки наиболее употребительны червь, мотыль, личинка ручейника, пиявка, на крупных реках — опарыш. Иногда необходима прикормка, состоящая из мелкого или крупного мотыля. Как насадка для крупного окуня также используется живец (мелкая рыбка) — чаще всего верховка или уклейка. На растительные насадки окунь за крайне редким исключением не попадается.

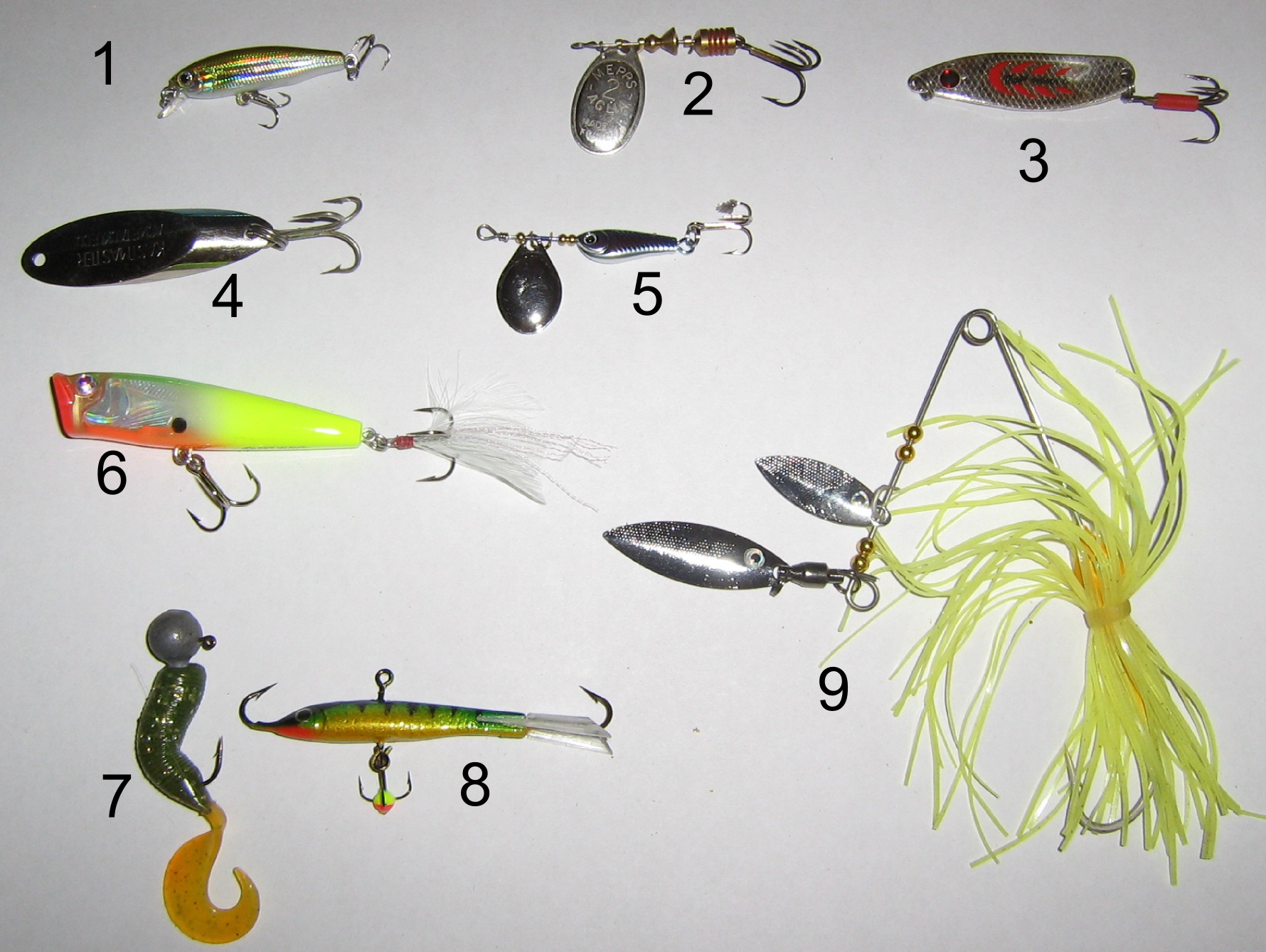
Спиннинговые приманки для ловли окуня: 1 — воблер, 2 — вращающаяся блесна, 3 — колеблющаяся блесна, 4 — блесна-кастмастер, 5 — джиг-спиннер, 6 — Поппер (наживка), 7 — джиговая приманка (твистер), 8 — балансир, 9 — спиннербейт

В конце XX века большую популярность приобрела спиннинговая ловля окуня. Считается, что ловля окуня не требует дорогих и качественных снастей, но при этом окунь гораздо разнообразнее других европейских видов хищных рыб в поведении и реакции на приманки. Наиболее подходящим для спиннинговой ловли окуня считается удилище длиной 2,4 м средне-быстрого строя с тестом (максимальная масса забрасываемой приманки) до 12 г. Леска для ловли окуня рекомендуется плетёная. Если в водоёме присутствует щука, добавляется металлический поводок. Для поимки речного окуня, в отличие от многих других пресноводных европейских рыб, используется значительное количество спиннинговых приманок, из них в качестве основных — вращающиеся блёсны, воблеры, джиговые приманки. Воблеры и вращающиеся блёсны наиболее часто используются в летний период; джиговые приманки, применение которых основано на ступенчатой проводке, считаются самыми эффективными в осенне-зимний период, а также при ловле у дна на значительных глубинах. При ловле на вращающиеся блёсны большую роль зачастую играет размер блесны, на блёсны малого размера (№ 00 и менее) могут быть пойманы даже очень мелкие окуни (массой 5—7 г). Наиболее предпочтительной считается равномерная проводка блесны. Наиболее подходящая длина воблеров для ловли окуня составляет от 2,5 до 7 см. Из джиговых приманок главным образом применяются твистеры и виброхвосты. Отмечена привлекательность для окуня мягких приманок, насыщенных ароматизаторами. В последние годы в ловле окуня активно применяются разнесённые оснастки. Менее популярны при ловле окуня колеблющиеся блёсны, пилькеры, попперы, джиг-спиннеры, спиннербейты. Крупные колеблющиеся блёсны в ловле окуня используются редко, только при ловле крупного окуня, а также в малопосещаемых рыболовами водоёмах. Более подходящими для окуня считаются колеблющиеся блёсны размером 4 см и менее, которые используются при ловле в местах, заросших водной растительностью. Небольшие пилькеры считаются эффективными при использовании ступенчатой проводки. Попперы и другие поверхностные приманки относятся к менее эффективным приманкам и используются в летний период и начале осени. Джиг-спиннеры являются эффективными при береговой ловле в осенний период с использованием ступенчатой проводки. Применение спиннербейтов в ловле окуня ограничено их большими размерами, но в отдельных случаях приносит результат. Основными факторами, провоцирующими хватку окуня, называются тип приманки и метод проводки, цвет приманки является второстепенным фактором.

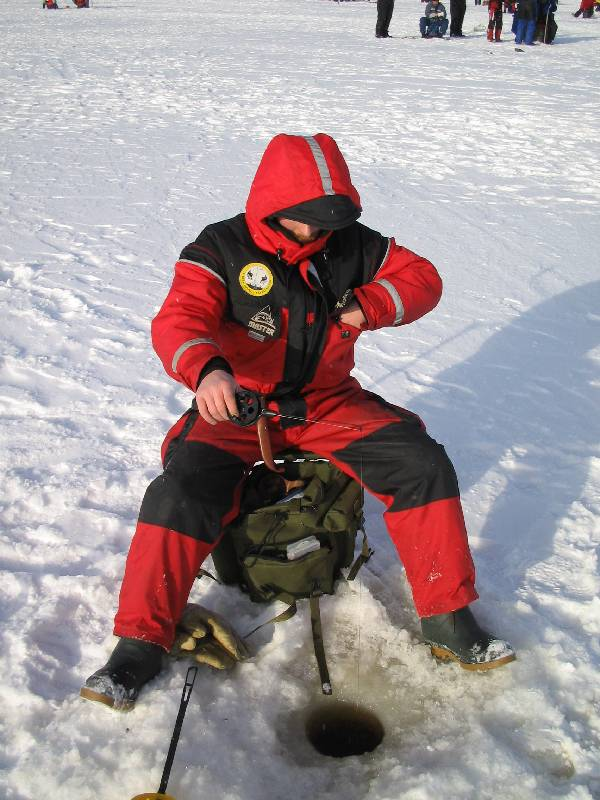
Подлёдный лов

Донная удочка применяется достаточно редко, в тех случаях, когда окуня ловят либо на быстром течении, либо на значительной глубине, либо вдали от берега. Из типов донной снасти для окуня наиболее подходящим считается пикер-квивертип. Окунь, в отличие от карпа, отказывается от насадки на донной снасти, если чувствует её сопротивление. Ловля окуня троллингом (дорожкой) летом производится на небольших глубинах на некрупный воблер (иногда в паре с вращающейся блесной), в холодное время года — на воблер с большей глубиной погружения. При ловле окуня нахлыстом, так же как и в спиннинге, используются разнообразные приёмы: на плавающие и тонущие мушки, с патерностером и грузилом, английским методом tight-corking. Кружки используются при ловле окуня редко, на них окуней ловят в верхних слоях воды в местах, где имеется отмель с резким выходом на глубину. Отвесное блеснение производится с лодки либо с технических сооружений: мостов, плотин. Из приманок используют в основном балансиры и зимние блёсны, иногда пилькеры, колеблющиеся блёсны, джиговые приманки, тонущие воблеры, снасточки с рыбкой.
В регионах с устойчивым ледовым покровом в зимний период широкой популярностью пользуются подлёдные способы ловли окуня. Окунь — один из наиболее популярных объектов рыбной ловли в зимний период. Для ловли окуня применяются зимние удочки с мормышкой и зимнее блеснение, в том числе ловля на балансиры. Наиболее активный клёв окуня зимой бывает в первые дни после установления льда, а также ближе к концу зимы во время преднерестового жора.
Самый крупный речной окунь, пойманный любительскими снастями, официально зарегистрированный Международной ассоциацией спортивного рыболовства, имел массу 2,9 кг. Он был пойман в Финляндии в 2010 году. Есть сведения о поимке более крупных окуней, не зарегистрированных МАСР.
Речной окунь является популярным объектом соревнований по рыбной ловле; также проводятся соревнования, в которых окунь — единственный объект ловли, например, спиннинговое соревнование «Московский окунь». По правилам данного соревнования все пойманные окуни должны быть выпущены невредимыми обратно в водоём. Победитель соревнований 2005 года поймал трёх небольших окуней.

### Браконьерский промысел
На численность окуня как и численность многих других рыб влияет браконьерский промысел. В преднерестовый и нерестовый период наблюдается перелов браконьерами половозрелой части популяции окуня. Также отмечается, что окунь в браконьерских уловах зачастую меньше промысловой длины, что означает изъятие неполовозрелых окуней из популяции, которые в будущем могли составить нерестовое стадо.

### Воздействие загрязнения окружающей среды
На окуня в целом пагубно действуют сточные промышленные воды; например, с загрязнением реки Томи в середине XX века окунь в реке утратил промысловое значение. Попадание в водоём сточных промышленных вод, не прошедших очистку, может вызвать массовую гибель окуня; например, подобное случилось в Оке в сентябре 2009 года.
Промышленное загрязнение водоёмов приводит к накоплению различных микроэлементов в теле рыбы. Тяжёлые металлы, токсичные элементы и радионуклиды преимущественно накапливаются в печени, почках, голове и костях окуня. Мышцы окуня менее склонны к накоплению микроэлементов. 
Радиоактивные элементы 137Cs и 90Sr в основном концентрируются в кишечнике рыбы. Свинец, цинк, медь и кадмий у окуня накапливаются в почках.
Токсическое воздействие на окуня оказывает целый ряд веществ. Под воздействием раствора меди концентрацией 8—16 мг/л окунь погибает в течение 13 часов. Взрослый окунь относится к высокоустойчивым к аммиаку рыбам, максимально допустимая концентрация аммиака для окуня — 3 мг/л, однако аммиак очень сильно воздействует на личинок окуня, несколько слабее — на икру. 
Повышенная концентрация ртути приводит к замедлению развития репродуктивных органов у самок окуня и их дегенерации у части популяции. Малотоксичен (при небольшой концентрации) для окуня хром.
Существуют весьма различные точки зрения о степени влияния на окуня алюминия. По мнению одних учёных, он оказывает крайне пагубное воздействие. Утверждается, что в результате увеличения концентрации алюминия, растворённого органического углерода и аммонийного азота в озере Исо-Валкъярви (Iso Valkjärvi) (Финляндия) в сентябре 1992 года погибло более 95 % окуней. Интересно, что среди выживших окуней в последующие месяцы отмечено существенное увеличение в размерах, связанное с уменьшением пищевой конкуренции. Согласно другой точке зрения, чрезмерное содержание алюминия в водоёме только снижает продуктивность самок и задерживает время нереста.

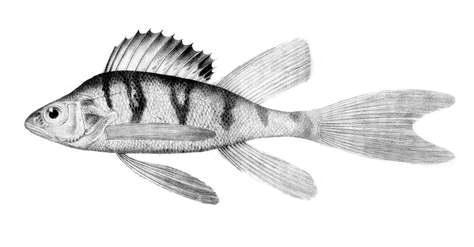
Окунь с удлинёнными плавниками из Енисея

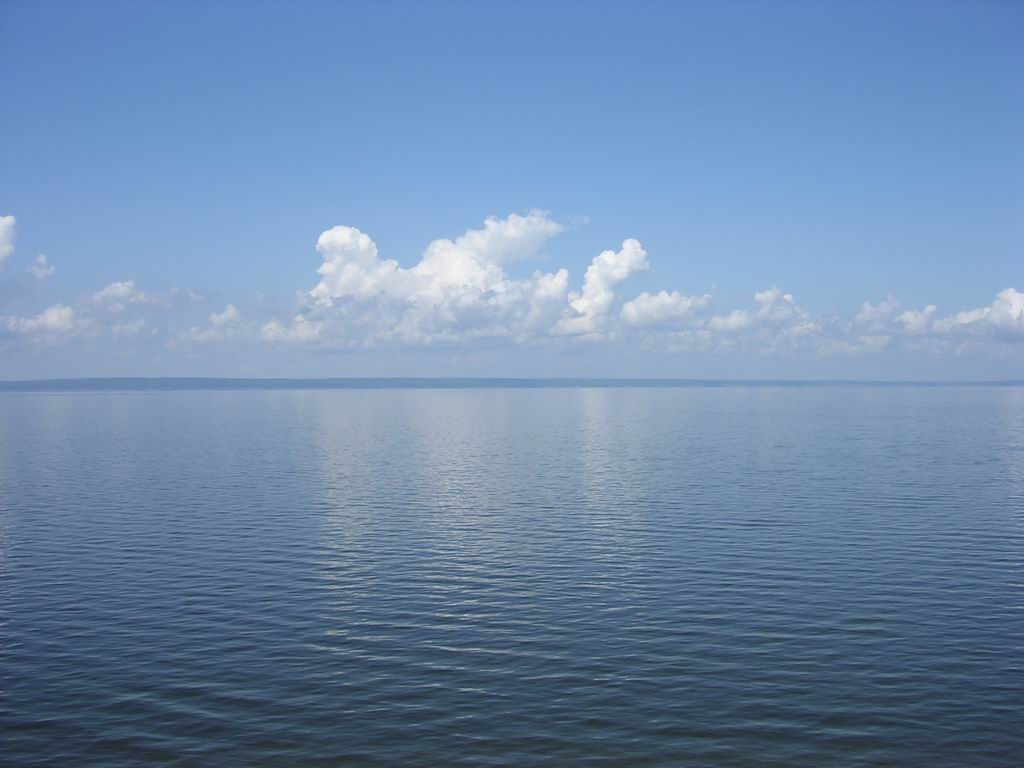
У речных окуней, обитающих в Куйбышевском водохранилище, обнаружены разнообразные аномалии

Постоянное загрязнение может вызвать аномалии в морфологическом строении окуня. Среди таких аномалий описаны:
- искривление позвоночника,
- горбатость из-за укорачивания позвонков,
- удлинение плавников (с подобной аномалией описал окуня из Енисея Н. А. Варпаховский),
- «мопсовидность» — изменение пропорций верхней челюсти и лобных костей (отмечено в Москве-реке[231], а также в реках Уводь, Солоница и Ирмиз Ивановской области России; предполагается, что данная аномалия может передаваться по наследству),
- отсутствие или недоразвитие брюшного плавника, недоразвитие грудного или хвостового плавника (в Куйбышевском водохранилище),
- искривление лучей в грудном плавнике (в Куйбышевском водохранилище),
- смещение хрусталика глаза (в Куйбышевском водохранилище),
- пигментные образования (в Куйбышевском водохранилище),
- искривление, прерывание или раздвоение боковой линии (в Куйбышевском водохранилище),
- искривление жаберных тычинок (в Куйбышевском водохранилище)[232].

Основными причинами возникновения аномалий называют воздействие избыточного количества хлорорганических соединений, тяжёлых металлов и радиоактивных элементов на развитие икры, личинок и мальков окуня. Окунь, однако, менее подвержен изменчивости формы тела по сравнению с мирными видами рыб, потому что реже обитает в малопроточных участках водоёма, чаще передвигается на большие расстояния.
Распространение аномалий зависит от состояния конкретного водоёма: качества воды и загрязнённости. Например, в Саратовском водохранилище, расположенном рядом с Куйбышевским, проведённые исследования не выявили ни одной аномалии, что объясняется несколько меньшим уровнем загрязнения водоёма.
У окуней, обитающих рядом с крупными промышленными городами, содержание отдельных веществ может существенно превышать санитарные нормы, в связи с чем употребление в пищу такой рыбы не рекомендуется. Например, в 1998 году в устье реки Яуза (Москва) содержание нефтепродуктов в теле обитающих там окуней превысило санитарные нормы в 250 раз.

### Меры по сохранению
В большинстве стран речной окунь не является охраняемым видом, в отношении него действуют ограничения накладываемые на вылов пресноводных рыб в целом, например, запрет на вылов в нерестовый период, а также квоты на добычу как промысловиками, так и любителями. Ограничения по вылову могут существенно варьироваться в пределах одной страны. Например, в Англии и Уэльсе существуют сезонные запреты на ловлю окуня, в то время как в Шотландии таких ограничений нет.
В отдельных случаях вводятся ограничения по минимальному размеру речного окуня, допустимого к вылову. Окуня, не достигшего установленной величины, предписывается выпустить живым и невредимым обратно в водоём.
| Минимальный размер окуня, допустимого к вылову (по данным на 2009 год) |                        |                       |
| Страна, территория                                                     | Год установления нормы | Минимальная длина, см |
| Эстония (Балтийское море)                                              |                        | 19                    |
| Нидерланды                                                             | 1964                   | 22                    |
| Бельгия                                                                |                        | 18                    |
| Польша (по отдельным районам)                                          |                        | 15, 17, 18            |
| Румыния (дельта Дуная)                                                 | 2005                   | 20                    |
| Сербия                                                                 |                        | 15                    |
| Италия (в отдельных регионах с 1 апреля по 30 июня)                    |                        | 20                    |
| Турция (с 15 марта по 30 апреля)                                       | 2008                   | 18                    |

Налоговым кодексом Республики Казахстан предусмотрены ставки платы за пользование окунем в промысловых и научных целях. В России соответствующей нормы по окуню в Налоговом кодексе нет, но в квотах добычи (вылова) водных биоресурсов, утверждаемых Правительством Российской Федерации, для отдельных водоёмов предусмотрены квоты по добыче речного окуня.
В качестве рекомендаций по охране популяции окуня в крупных водохранилищах ихтиологами выдвигаются предложения по учреждению заповедных участков, созданию искусственных нерестилищ, регулированию промыслового лова в весенний период.
В отдельных рыбоводческих хозяйствах, где окунь выступает конкурентом ценных, промысловых видов рыб, практикуется уменьшение его численности. С этой целью усиливают вылов и ограничивают размножение, устанавливая искусственные нерестилища, а затем удаляя их из водоёма с выметанной икрой. В озёрах, где основной промысловой рыбой является снеток, рекомендуется вылавливать даже молодых окуней, не достигших годовалого возраста.
В 1930-е годы отдельные учёные высказывали мнение о необходимости уничтожения окуня в дельте Волги, считая его вредным и нерентабельным для рыбного хозяйства. Спустя несколько лет, однако, появились публикации, подчёркивающие важную биомелиоративную роль окуня в дельте. Также ввиду негативного влияния окуня на аборигенные виды рыб были разработаны проекты по ограничению численности окуня и его изъятию из водоёмов в Австралии, Тасмании и Новой Зеландии. В Западной Австралии нет никаких ограничений на вылов окуня — наоборот, в целях сохранения местной фауны проводится популяризация его любительской ловли, при этом пойманного окуня запрещено выпускать обратно в водоём.

### Разведение и аквакультура
Из-за повсеместного многочисленного распространения и менее крупных размеров речной окунь — намного менее популярный объект разведения, чем обыкновенный судак. По мнению Л. П. Сабанеева, целесообразно разводить окуня в прудах, где отсутствует более ценная хищная рыба, для предотвращения измельчения таких рыб, как линь и карась, либо для ограничения численности мелких сорных рыб, которые истребляют икру других видов рыб. Разведение окуня крайне нежелательно в прудах, где содержатся карп и форель, потому что окунь слишком активно поедает их икру и мальков, препятствуя увеличению численности.
Для окуня, выращенного в искусственных условиях, характерны более высокие темпы роста (за 1,5 года он вырастает до 400—450 г), более раннее половое созревание, более высокая плодовитость и более высокая выживаемость самок после нереста.
Окунь не может жить в непроточных мелких прудах, промерзающих почти до дна, для него необходимы проточные (хотя бы временно) пруды, имеющие ключи. Зимой желательно делать проруби, чтобы избежать гибели окуней от недостатка кислорода. Для разведения окуня рекомендуется устраивать искусственные нерестилища, бросив в воду несколько кустов, и огородить их мелкоячеистой сеткой по окончании нереста для предотвращения истребления икры. Из-за непопулярности разведения окуня на данный момент разработано не так много рекомендаций по кормовому рациону для европейского окуня. Установлено, что для молоди речного окуня (массой 3 г) рекомендуемое содержание белка в корме составляет 40—49 %.
Одно время разведением окуня пытались заниматься в Австралии, но эти попытки не дали ожидаемых результатов и были прекращены.
Страны с наибольшим объёмом товарной продукции аквакультуры речного окуня
(тонн живой массы; пустая ячейка означает отсутствие данных)
| Страна    | 1997  | 1998 | 1999 | 2000  | 2001 | 2002 | 2003 | 2004 | 2005  | 2006  | 2007 | 2008 | Максимальное значение |
| --------- | ----- | ---- | ---- | ----- | ---- | ---- | ---- | ---- | ----- | ----- | ---- | ---- | --------------------- |
| Россия    | 0     | 23   | 19   | 18    | 17   | 36   | 43   | 77   | 170   | 108   | 252  | 202  | 252                   |
| Франция   | 251   | 101  | 80   | 80    | 80   |      |      |      |       |       |      |      | 251                   |
| Украина   |       |      | 1    | < 0,5 |      |      | 44   | 39   | 68    | 12    | 35   | 31   | 68                    |
| Италия    |       |      |      |       |      |      |      |      | 55    | 70    | 4    | 6    | 70                    |
| Чехия     | 27    | 17   | 21   | 24    | 18   | 24   | 22   | 14   | 18    | 18    | 13   | 17   | 27                    |
| Македония | < 0,5 | 29   | 7    | 7     | 5    |      |      |      | < 0,5 | < 0,5 | 21   | 2    | 29                    |
| Румыния   | 7     | 21   | 4    | 4     | 25   | 12   | 29   | 20   | 4     | 7     | 5    | 1    | 29                    |

### Аквариумистика

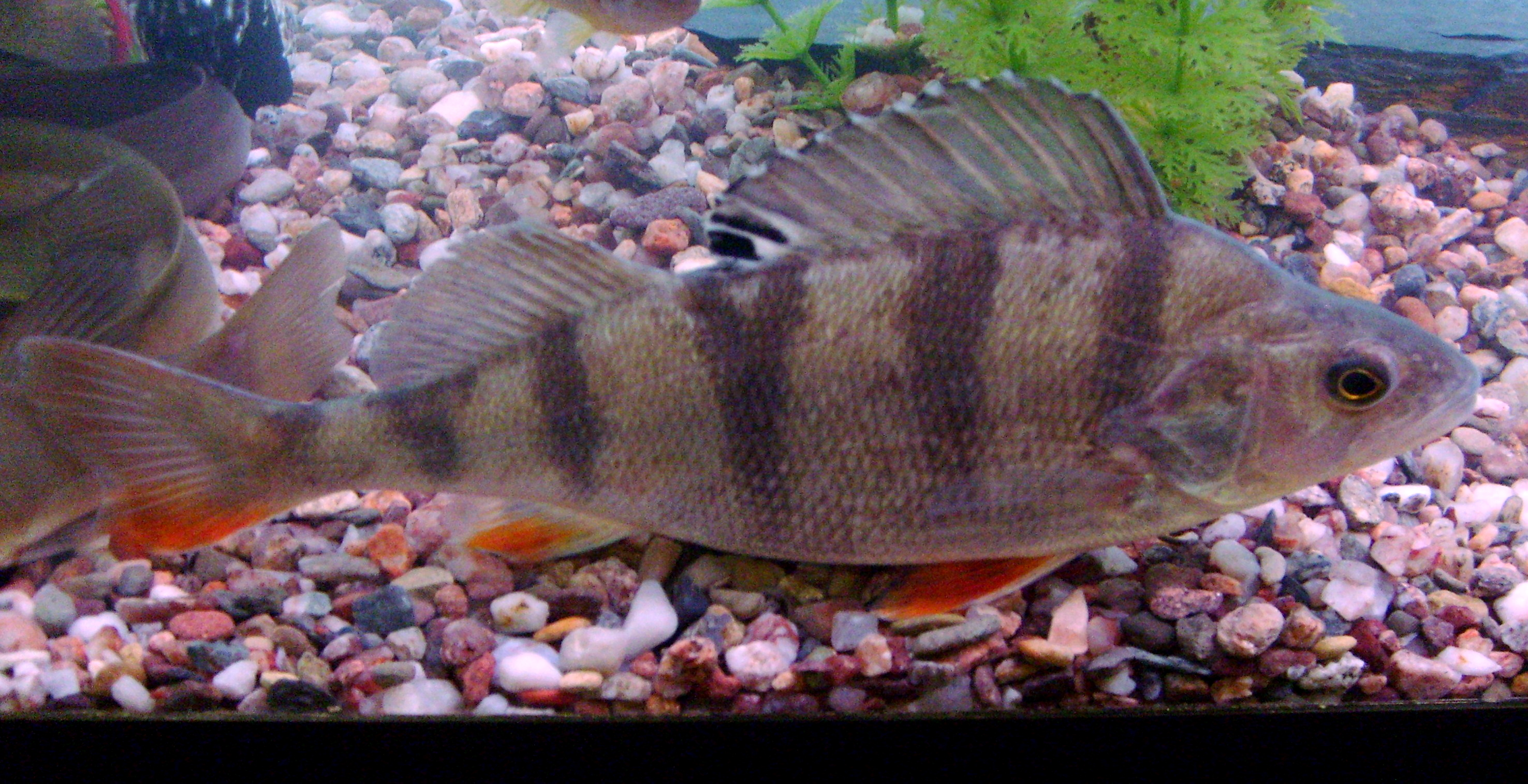
Речной окунь в аквариуме

Речной окунь — редкий гость у аквариумистов, хотя некоторые из них называют его самой красивой рыбой водоёмов европейской России. Причина заключается в том, что окунь плохо приживается в аквариуме, даже если вода в нём сильно обогащается кислородом. Более живучими оказываются окуни, пойманные в стоячей воде. Рекомендуется для аквариума ловить окуней-сеголеток осенью в непроточных старицах и прибрежных ямах, где они оказались во время разлива в весеннее половодье. Для окуней необходим просторный аквариум с обильной растительностью, открытыми пространствами и хорошей аэрацией воды. Температура воды не должна превышать 15 °С, в противном случае окунь перестаёт питаться, становится вялым и через некоторое время погибает. На первом году жизни окуню вполне подходит обычный живой корм. Степень благоприятности условий влияет на яркость окраски окуня. Н. Ф. Золотницкий отмечал, что в аквариуме окуни предпочитают плавать стайками, и утверждал, что окунь легко приручается в неволе.

### Переработка и кулинария

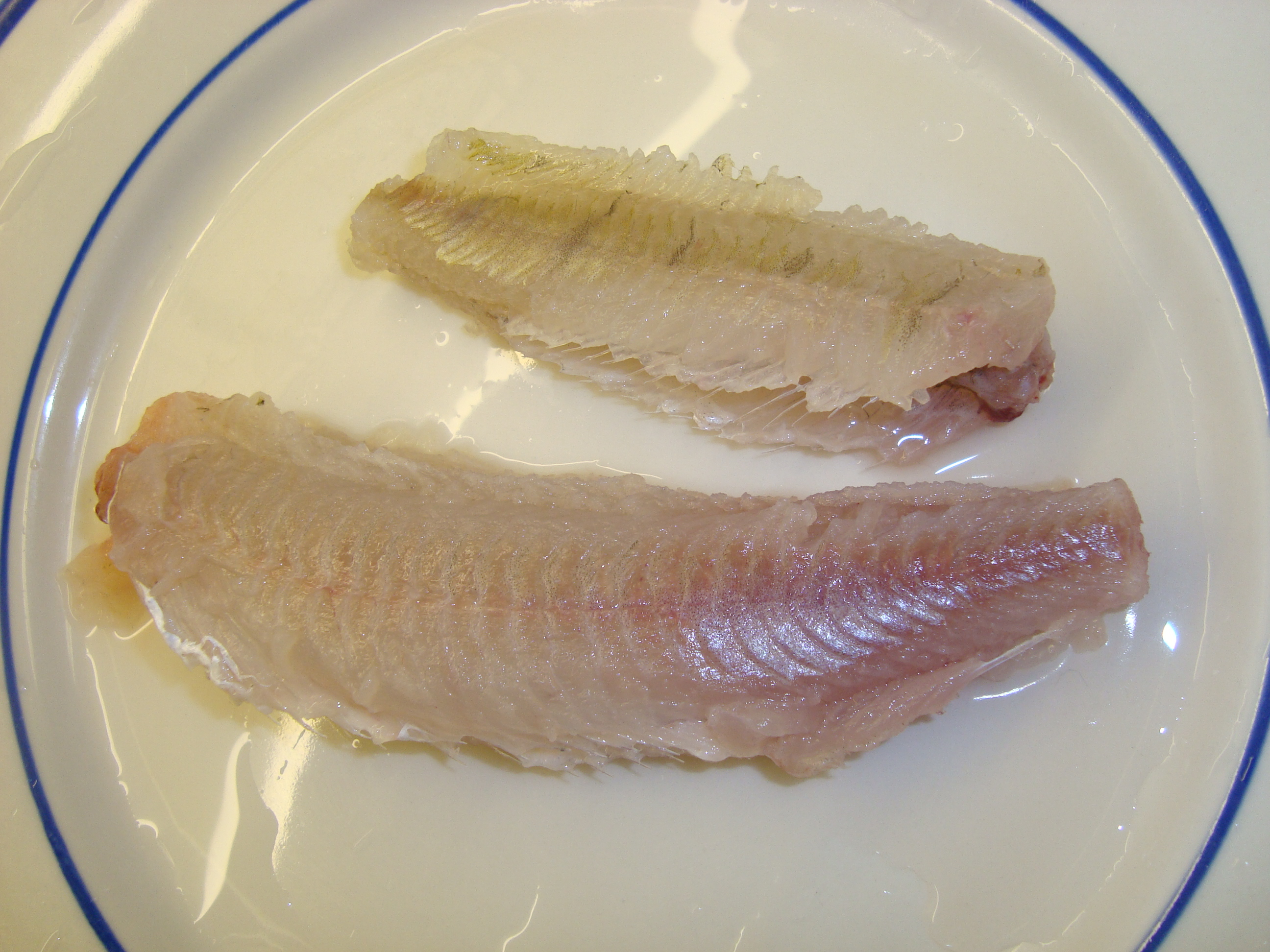
Филе из речного окуня

Мясо окуня обладает хорошими вкусовыми качествами, кроме того, у окуня сравнительно мало костей. Окунь может употребляться в жареном, варёном, копчёном, печёном и вяленом виде. Окунь также используется для приготовления рыбных консервов и филе. 
Окунь считается диетическим блюдом, энергетическая ценность 100 г мяса окуня — 82 ккал. При замораживании, при температуре −18 °C, филе окуня сохраняет вкусовые качества в течение 3—4 месяцев.

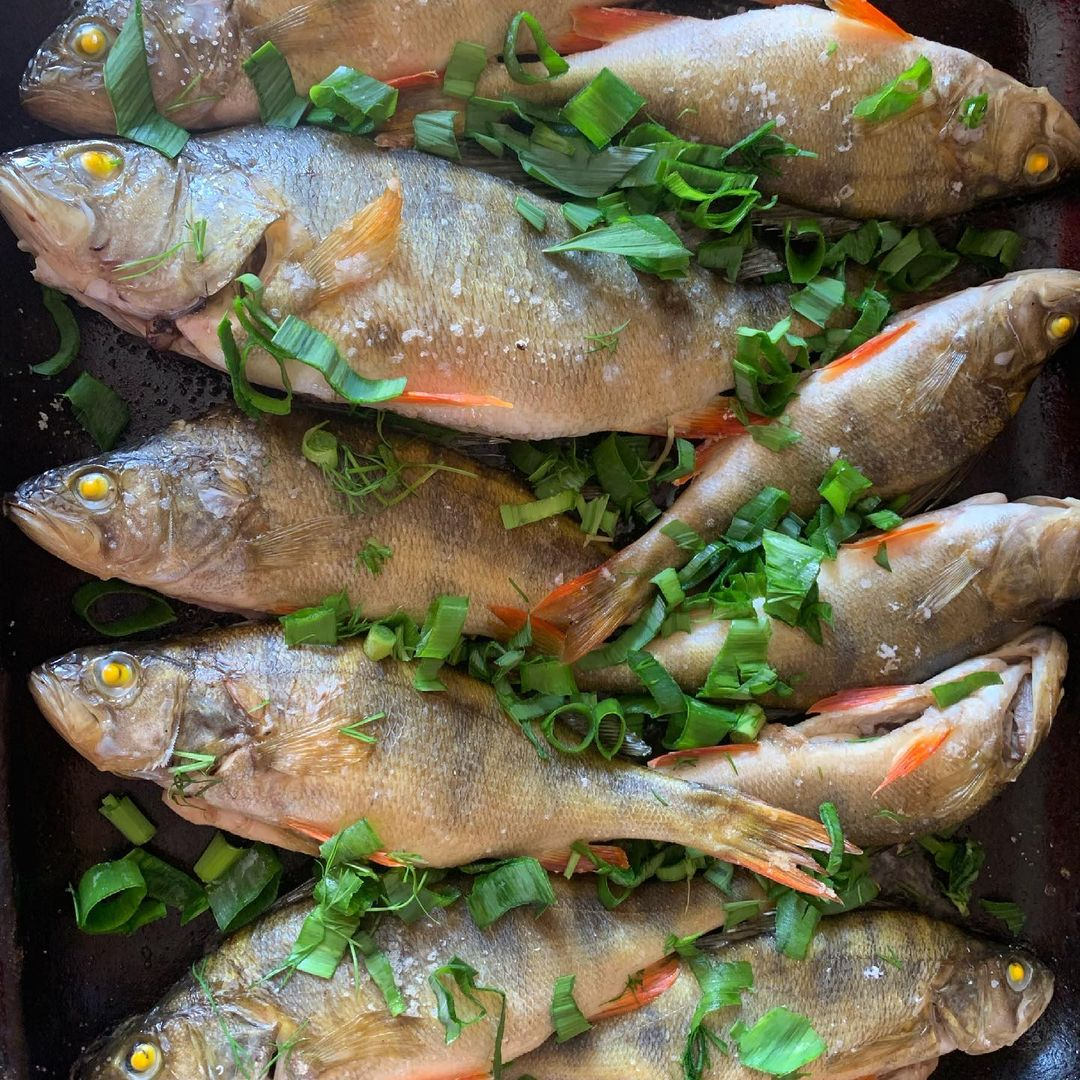
Блюдо из окуня

В пищевой промышленности в основном используются крупные и средние экземпляры окуня, мелкий окунь, массой 5—200 г перерабатывается достаточно редко. Проведённый в 1994 году опрос 89 рыбоперерабатывающих компаний Финляндии выявил, что только 17 из них занимаются переработкой мелкого окуня.
Несмотря на вкусное мясо, многие недолюбливают речного окуня из-за колючих лучей и шипов, а также из-за плотной чешуи, которую трудно очистить. Из-за проблем с чисткой чешуи иногда окунь подвергается кулинарной обработке в неочищенном виде (только с удалением внутренних органов). Для улучшения чистки чешуи окуня опускают на 1—2 секунды в кипящую воду. Во избежание порезов и уколов шипами и плавниками при разделке окуня используются резиновые перчатки. Перед засолкой у окуня удаляются жабры и первый спинной плавник.
Мясо окуня имело своих почитателей ещё с античных времён. Клавдий Гален, античный медик (II век н. э.), рекомендовал своим пациентам употреблять в пищу окуня.

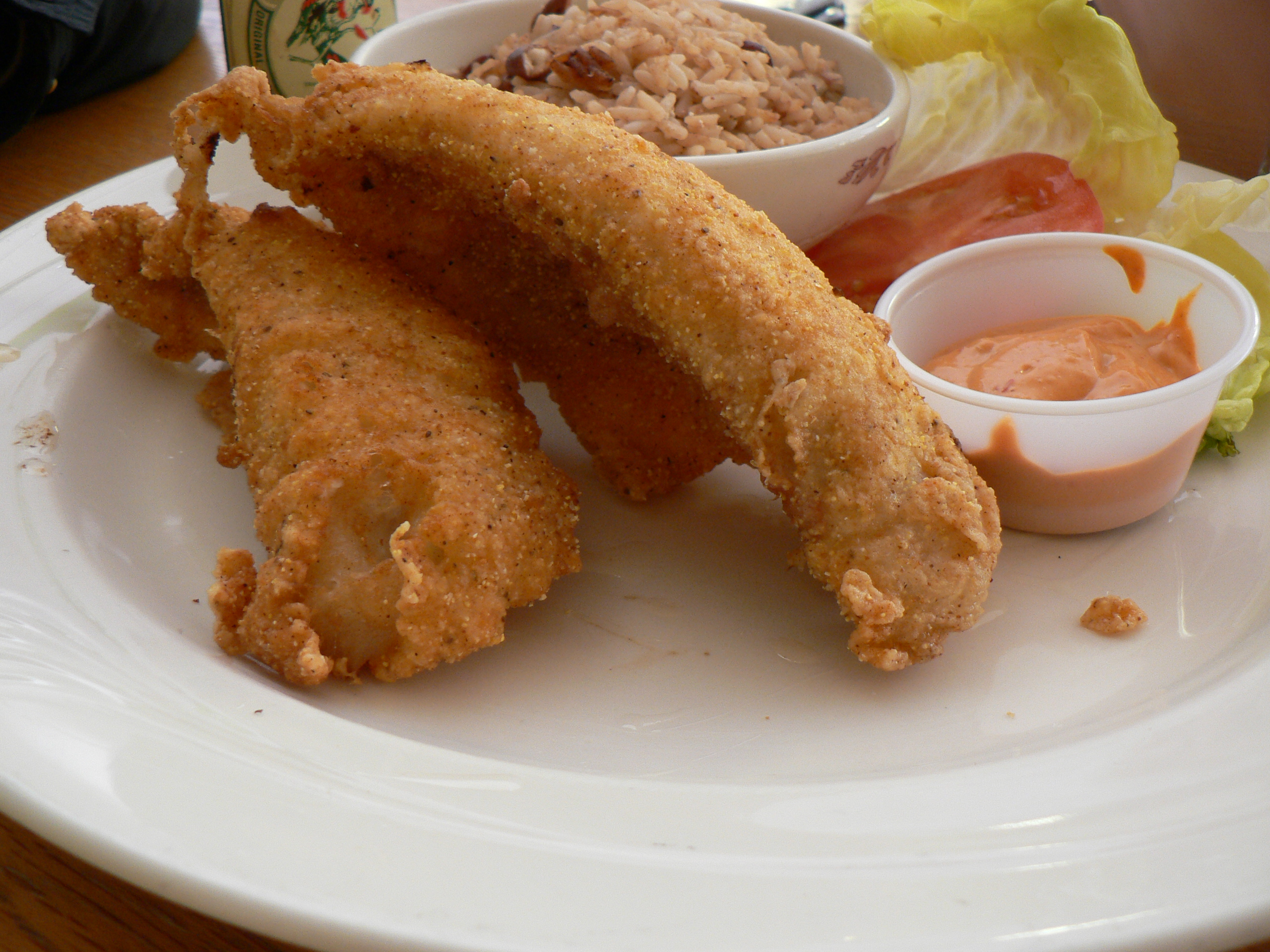
Окунь в кляре

Окунь из озера Лаго-Маджоре упоминается в первой в истории человечества печатной кулинарной книге итальянского философа Бартоломео Платины «De honesta voluptate et valetudine» (1475 год). Блюда из окуня наиболее характерны для карельской, финской, эстонской кухни, а также для русской и немецкой. Наиболее популярны блюда из окуня в Швейцарии, Ломбардии, Скандинавии, ряде стран Восточной Европы и России. В Финляндии окунь используется для приготовления калакукко — национального пирога из рыбы с салом. В Карелии готовят напарокко — суп из сушёного окуня. В Ломбардии популярно ризотто с окунем. В Италии окунь под белым вином считается рождественским блюдом.
Речной окунь — одна из наиболее подходящих рыб для приготовления ухи. Для ухи используют как мелких, так и крупных особей, причём первых, как правило, только потрошат, не очищая от чешуи, заворачивают в марлю, длительное время варят, а затем выбрасывают, после чего закладывают крупную рыбу. Крупные экземпляры варят в небольшом количестве воды. В уху из окуней могут добавлять пряности, свежие грибы (белые или шампиньоны), огуречный рассол, сухое белое вино.
Одним из наилучших способов приготовления речного окуня считается горячее копчение, для копчения используются бук, граб, дуб, клён, ольха, тополь, ясень и фруктовые деревья. Общее время горячего копчения — около двух часов, для копчения окуня специи добавлять не рекомендуется. Срок хранения копчёного окуня составляет не более трёх суток. Помимо горячего изредка применяется так называемое «полугорячее» копчение окуня, когда рыбу коптят при температуре дыма 50—60 °C, убирая верхнюю крышку с коптильной камеры. Продолжительность такого копчения — 12 часов.
При вялении окуня как нежирную рыбу подвешивают вниз головой, чтобы жир не стекал вниз, а оставался в рыбе. Если существует вероятность заражения дифиллоботриозом, увеличивается концентрация соли при солении окуня.
Помимо вышеперечисленных блюд из речного окуня приготовляют заливное, готовят с овощами, грибами и рисом, а также запекают в фольге, на противне в духовой печи или на мангале. Мясо окуня используется при приготовлении рыбных котлет, для чего удаляются голова, плавники, внутренности, а оставшееся прокручивается на мясорубке.

### Прочее применение
Л. П. Сабанеев (XIX век) упоминает о том, что в Лапландии из кожи крупных окуней изготавливали клей.

### Культура

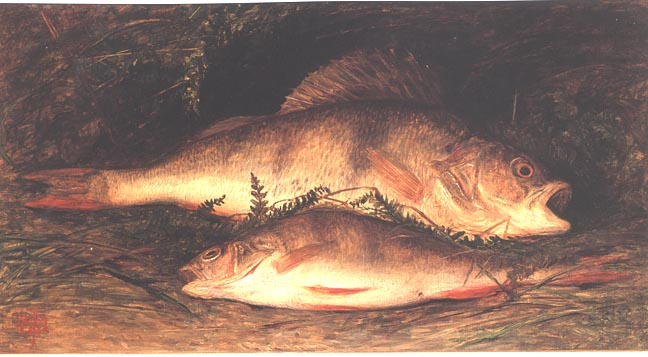
Картина английского художника Вильяма Вебби (XIX век)

Окунь — персонаж русских народных сказок, например, в «Повести о Ерше Ершовиче» окунь является судебным приставом. Окунь довольно часто встречается в произведениях русского писателя Антона Павловича Чехова, например, он фигурирует в рассказах «Злой мальчик» (1883 год), «Рыбье дело» (1885 год), «Злоумышленник» (1885 год), «Степь» (1888 год), «Моя жизнь» (1896 год). Окунь упоминается также в сказке братьев Гримм «Камбала» (1812 год), рассказе Алексея Константиновича Толстого «Артемий Семёнович Бервенковский» (1845 год), романе Ивана Александровича Гончарова «Обыкновенная история» (1846 год), рассказах Ивана Сергеевича Тургенева «Малиновая вода» из цикла «Записки охотника» (1847 год) и «Бригадир» (1866 год), романе Льва Николаевича Толстого «Анна Каренина» (1876 год), рассказе Михаила Евграфовича Салтыкова-Щедрина «Премудрый пескарь» (1883 год), рассказе Власа Михайловича Дорошевича «На том свете» (1905 год), рассказе Александра Грина «Лебедь» (1908 год) и других произведениях. Писатель Алексей Алексеевич Ливеровский назвал окуня «рыба-цветок».
- В рассказе «Рыбье дело» Чехов сравнивает самца окуня с антрепренёром[267]:

В окрестностях Москвы ловятся следующие породы рыб…
…d) Окунь. Красивая рыбка с достаточно острыми зубами. Хищен. Самцы состоят антрепренёрами, а самки дают концерты.

- Герой рассказа Александра Грина «Лебедь» сравнивает окуня с чиновником[268]:

Ершей он облюбовал особенно и пылал к ним даже своеобразной торгашеской привязанностью: дура-рыба. Окуней не любил и по этому поводу говаривал:
— Что окунь? — Чиновник! На книжку берёт, а денег не платит. Приманку изгрызёт и был таков…

- У ирландского поэта Шеймаса Хини, лауреата Нобелевской премии по литературе 1995 года, есть стихотворение, посвящённое окуню, которое так и называется — Perch (окунь). Начинается оно так[269]:

Perch on their water — perch hung in the clear Bann River

Near the clay bank in alder dapple and waver,

Perch they called ‘grunts’, little flood-slubs, runty and ready,

I saw and I see in the river’s glorified body…

В Великобритании данное стихотворение вошло в школьную программу по английской литературе.

### Филателия, геральдика, бонистика и символика

Герб немецкого города Бад-Бухау
Герб муниципалитета Артъярви (Финляндия)
Герб коммуны Шёнберг (Германия)
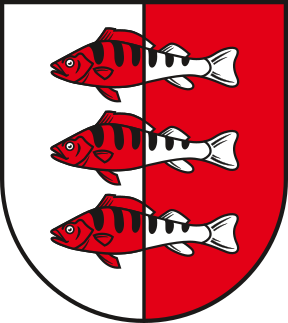
Герб немецкого города Грёнинген

Окунь относится к национальным символам Финляндии. По одной из версий название Аландских островов на финском языке (Ahvenanmaa) означает «страна окуней».
Thomas Moule, автор книги «Геральдика рыб» (Heraldry of fish, 1848 год), считал окуня весьма подходящим объектом для геральдики ввиду его красоты и ряда других качеств, однако отмечал, что окунь в геральдике используется очень редко. На гербах двух английских семейств присутствует лебедь, схвативший окуня.
В 1904 году в Российской империи построена подводная лодка «Окунь» — миноносец типа «Касатка». Подводная лодка приняла активное участие в Первой мировой войне, совершив семь боевых выходов. В 1918 году перешла в состав Каспийского флота, сдана на слом в 1925 году.
Окунь присутствует на банкноте 1000 швейцарских франков, дизайн которой разработан в 1984 году в рамках седьмой (резервной) серии. На оборотной стороне банкноты изображены голова, скелет, окаменелые остатки и чешуя окуня. Эти банкноты так и не были выпущены в обращение.
В нескольких странах выпускались почтовые марки с изображением окуня, в том числе в Чехословакии (1966 год), Польше (1979 год), Бельгии (1990 год), Франции, Монголии.